# Gießen 46ers
Die Gießen 46ers (Eigenschreibweise GIESSEN 46ers, gesprochen Forty-Sixers) sind eine deutsche Basketballmannschaft aus dem mittelhessischen Gießen. Seit Gründung der Basketball-Bundesliga (BBL) 1966 spielte die Mannschaft (bzw. der Stammverein MTV Gießen, der bis heute Spitzname des Clubs ist) bis zum Abstieg in der Saison 2021/22 über ein halbes Jahrhundert in der ersten Liga. Nach dem ersten Abstieg 2013 folgte zwei Jahre später der Aufstieg aus der zweithöchsten Basketball-Liga ProA 2015, bevor 2022 der neuerliche Ligaverlust folgte. Sportlich wären sie allerdings bereits in den Saisons 2003/04, 2008/09, 2011/12 und 2020/21 abgestiegen, konnten aber durch Wildcards oder den Rückzug anderer Mannschaften in der Liga verbleiben.
Gegründet wurde die Basketballabteilung 1937 als Teil des MTV Gießen, aus dem die Profiabteilung in den 1990er Jahren in die Gispo-Sportmarketing Gesellschaft Gießen mbH ausgegliedert wurde. Die Mannschaft hat mehrere Namensänderungen hinter sich und spielte vorher als MTV 1846 Gießen, Gießen Flippers, Avitos Gießen, LTi Gießen 46ers und Jobstairs Gießen 46ers. Ab 2013 hatte man keinen Namensgeber aus der Wirtschaft, ab dem 28. August 2019 firmierte der Club unter dem Namen Jobstairs Gießen 46ers. Die Gießener Milch & Zucker Talent Acquisition & Talent Management Company AG, zu der das Portal Jobstairs gehört, hatte für vier Spielzeiten die Namensrechte der Mittelhessen erworben. 2023 wurde die Zusammenarbeit um ein Jahr verlängert. 2024 lief die Vereinbarung aus.

## Geschichte

### Anfänge
1937 wurde innerhalb des 1846 gegründeten Männerturnvereins Gießen die Basketballabteilung etabliert. Sie ist somit eine der ältesten in Deutschland. Bereits 1939 qualifizierte sich die Mannschaft erstmals für die Endrunde um die deutsche Meisterschaft. Aufgrund des Zweiten Weltkriegs kam der Spielbetrieb jedoch zum Erliegen.
In der Nachkriegszeit begann der Verein 1948 wieder mit regelmäßigem Training und gewann im selben Jahr erstmals die Hessenmeisterschaft. Die Mannschaft stieg schließlich 1950 in die damals höchste deutsche Spielklasse auf, nämlich die in mehrere Gruppen aufgeteilte Oberliga, wo die Gießener in der Gruppe Südwest spielten. Jedoch entschied man sich nach nur einer Saison aus finanziellen Gründen, in die Landesliga zurückzukehren. Nachdem man 1953 erneut die hessische Meisterschaft gewonnen hatte, war der MTV 1955 Mitglied der neugegründeten Oberliga Hessen. Nach zwei Jahren stieg man erneut in die Landesliga Nordhessen ab.

### 1962 bis 1979: Aufstieg der Gießener zur Meistermannschaft
| Saison                                                                  | Platz* | Punkte | Saisonnotizen                          |
| ----------------------------------------------------------------------- | ------ | ------ | -------------------------------------- |
| 1966/67                                                                 | 1      | 32:4   | Gründung der zweigliedrigen BBL        |
| 1967/68                                                                 | 1      | 33:3   |                                        |
| 1968/69                                                                 | 1      | 32:4   | Vizemeister, Pokalsieger               |
| 1969/70                                                                 | 1      | 32:4   | Vizemeister                            |
| 1970/71                                                                 | 2      | 28:8   |                                        |
| 1971/72                                                                 | 1      | 26:2   | Vizemeister                            |
| 1972/73                                                                 | 1      | 28:0   | Vizemeister, Pokalsieger               |
| 1973/74                                                                 | 1      | 26:2   |                                        |
| 1974/75                                                                 | 1      | 22:6   |                                        |
| 1975/76                                                                 | 5      | 20:16  | Einführung der eingleisigen Bundesliga |
| 1976/77                                                                 | 4      | 24:12  |                                        |
| 1977/78                                                                 | 2      | 28:8   |                                        |
| 1978/79                                                                 | 1      | 26:10  | Pokalsieger, Vizemeister               |
| grün unterlegt: Deutscher Meister *Platzierung nach Ende der Hauptrunde |        |        |                                        |

Nach vielen Jahren in der Landesliga schafften es die Gießener 1962 wieder in die Oberliga Südwest aufzusteigen, auch dank Neuzugang Ernest Butler, einem der ersten Amerikaner im deutschen Basketball. Auch gewann man im selben Jahr zum dritten Mal die Hessenmeisterschaft. Bereits im ersten Jahr qualifizierte sich die Mannschaft für die Endrunde um die deutsche Meisterschaft. Dort scheiterte man in der zweiten Runde am späteren Deutschen Meister aus Aachen, obwohl man es schaffte, den Aachenern die einzige Saisonniederlage zuzufügen. 1965 konnten die Gießener erstmals in das Finale der Meisterschaft vordringen, welches in Heidelberg stattfand. Durch den entscheidenden Korb von Butler gewann die Mannschaft von Trainer Peter Nennstiel mit 69:68 gegen den VfL Osnabrück die erste deutsche Meisterschaft. Dieses Duell war das erste von mehreren Kämpfen in den kommenden Jahren gegen die Osnabrücker um den Gewinn des Titels.

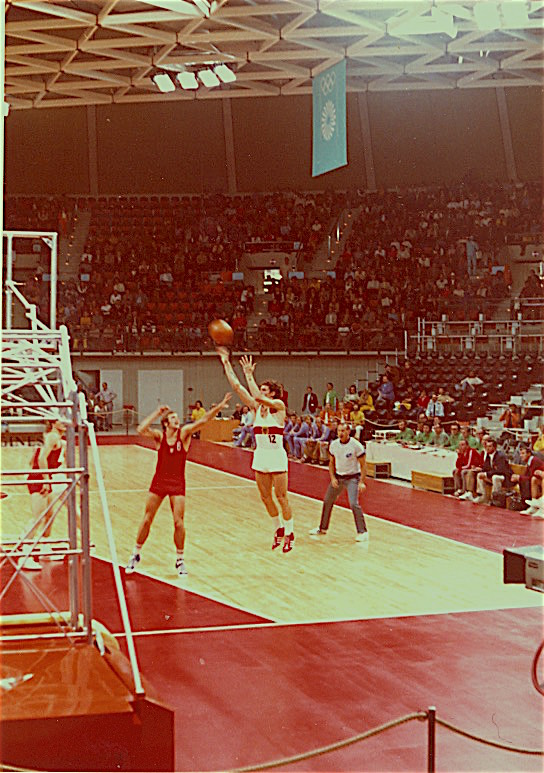
Holger Geschwindner im Nationaldress, 1972

Mit der Gründung der zweigliedrigen Basketball-Bundesliga im Jahr 1966 traten die Gießener Spieler in der höchsten Klasse des Deutschen Basketball Bundes (DBB) an. Gleich in der ersten Bundesliga-Saison errang man die zweite Meisterschaft im Finale gegen Osnabrück, welche man mit 85:73 gewann. Im darauffolgenden Jahr konnte der Titel verteidigt werden. Im Endspiel besiegte man erneut die diesmal gastgebende Osnabrücker Mannschaft mit 79:69.
In der Saison 1968/69 gelang es den Osnabrückern zum einzigen Mal die Gießener im Finale zu schlagen. Vor heimischen Publikum verlor man diesmal mit 69:76 gegen den Rivalen. Zwei Monate revanchierten sich die Gießener, indem sie mit einem 75:74-Sieg gegen den VfL ihren ersten Pokalsieg errangen. Auch im darauffolgenden Jahr musste man sich mit dem Titel des Vizemeisters zufriedengeben, diesmal nach einer 73:76-Niederlage gegen TuS 04 Leverkusen. In der Spielzeit 1970/71 gelang es der Mannschaft erstmals seit der Gründung der Bundesliga nicht, in das Finale einzuziehen. Man musste sich mit dem dritten Platz zufriedengeben, welchen man in zwei Spielen gegen USC Heidelberg erringen konnte. In der darauffolgenden Spielzeit verlor man im Finale erneut gegen Leverkusen, diesmal mit Niederlagen in beiden Endspielen.
1973 kam es wohl zum spannendsten Endspiel in der Gießener Geschichte. Da sowohl das Hin- als auch das Rückspiel jeweils unentschieden endeten, ging das Rückspiel in Heidelberg in die Verlängerung. Dort unterlagen die Gießener schließlich mit einem Punkt Unterschied (70:71). Dies war nun die vierte Vizemeisterschaft in den vorangegangenen fünf Jahren. Kurze Zeit später sicherte sich die Mannschaft zumindest den Pokalsieg gegen den MTV Wolfenbüttel. Auch im darauffolgenden Jahr reichte es erneut nicht zum Titel, man verlor nach zwei Spielen im Halbfinale aufgrund der schlechten Punktedifferenz gegen den SSV Hagen.
Nach einer siebenjährigen Durststrecke konnten die Gießener 1975 ihre vierte deutsche Meisterschaft gewinnen. Erneut ging es gegen den Rivalen aus Heidelberg, gegen den man vor zwei Jahren nur knapp verloren hatte. Diesmal konnten sich die Gießener dank der besseren Differenz aus den beiden Spielen durchsetzen und ihren Titel feiern. Trotz einer zusammengebliebenen Mannschaft konnte der MTV im Folgejahr nicht an den Leistungen anknüpfen und erreichte am Ende in der nun eingleisigen Bundesliga, in welcher es keine Endrunde mehr gab, sondern nur noch Hin- und Rückspiele, einen enttäuschenden fünften Platz.
Für die Spielzeit 1976/77 gab es wieder eine Endrunde, in welcher die besten sechs Mannschaften ihre Punkte mitnahmen und nochmals gegeneinander spielten. K.-o.-Spiele wie früher gab es jedoch trotzdem keine. Nachdem die Gießener in der Hauptrunde erneut den fünften Platz belegten, spielten sie sich dank einer guten Endrunde bis auf den dritten Platz. Zwar schien zwischenzeitlich auch ein erneuter Gewinn des Titels möglich, jedoch mussten nach Niederlagen gegen die Spitzenmannschaften aus Heidelberg und Leverkusen alle Hoffnungen begraben werden.
Im Jahre 1978 feierten die Gießener ihre fünfte und auch letzte Meisterschaft. Als Dritter der Hauptrunde, punktgleich mit den beiden erstplatzierten Rivalen aus Heidelberg und Leverkusen, hatten die Gießener gute Chancen, den Titel erneut zu gewinnen. Die Gießener spielten eine gute Endrunde und dank eines 67:65-Siegs gegen den MTV Wolfenbüttel am vorletzten Spieltag machte die Mannschaft vorzeitig den Gewinn des Titels klar. Auch 1979 gingen die Gießener als Mitfavorit um den Titel in die Saison, was sich als Tabellenführer nach dem Ende der Hauptrunde als berechtigt erwies. In der Endrunde schwächelten die Gießener jedoch und konnten nur 4 der 10 Spiele gewinnen. Am Ende landete man dennoch knapp auf dem zweiten Platz, deutlich abgeschlagen hinter dem neuen Meister aus Leverkusen. Dahingegen errangen die Gießener ihren dritten Pokalerfolg, indem sie gegen SSC Göttingen in zwei Spielen knapp gewannen.
Insgesamt fünf deutsche Meisterschaften (1965, 1967, 1968, 1975, 1978) und drei Pokalsiege (1969, 1973, 1979) konnte der MTV in dieser Zeit gewinnen.

### 1980 bis 1990: Gießen als Talentsprungbrett
| Saison                                | Platz* | Punkte | Saisonnotizen                          |
| ------------------------------------- | ------ | ------ | -------------------------------------- |
| 1979/80                               | 3      | 28:8   |                                        |
| 1980/81                               | 4      | 22:14  |                                        |
| 1981/82                               | 6      | 16:20  |                                        |
| 1982/83                               | 7      | 16:20  | Erstmals Teilnahme an Relegationsrunde |
| 1983/84                               | 7      | 14:22  |                                        |
| 1984/85                               | 6      | 16:20  |                                        |
| 1985/86                               | 5      | 24:20  |                                        |
| 1986/87                               | 6      | 20:20  |                                        |
| 1987/88                               | 7      | 16:28  |                                        |
| 1988/89                               | 8      | 16:28  |                                        |
| 1989/90                               | 10     | 14:30  |                                        |
| *Platzierung nach Ende der Hauptrunde |        |        |                                        |

1980 stießen die Gießener ins Finale des Pokalwettbewerbs vor und verloren dort gegen BSC Saturn Köln nach Hin- und Rückspiel mit 132:146. Auch in der Meisterschaft reichte es für die von Hannes Neumann trainierten Lahnstädter für den dritten Platz. Danach übernahm Bernd Röder an der Seitenauslinie. In den zwei Folgejahren blieb Gießen zum ersten Mal seit vielen Spielzeiten chancenlos in beiden Wettbewerben. 1982 beendete Hans Georg Heß nach vierzehn Jahren im Trikot der Männerturner seine Spielerkarriere. Im selben Jahr kehrte Neumann auf die Trainerbank zurück. Am Ende der Saison 1982/83 ging es für Gießen als Tabellensiebter im Abschlussklassement erstmals in die Abstiegsrunde. Der Klassenverbleib wurde aber souverän sichergestellt.
Auch in den Jahren 1983 bis 1985 gelang es nicht, an alte Erfolge anzuknüpfen. Im Dezember 1983 trennte sich der MTV nach sieben Niederlagen in Folge von Trainer Neumann, Klaus Jungnickel übernahm. Im Alter von 17 Jahren gab 1983 in Gießen Michael Koch sein Bundesligadebüt. Der spätere Nationalspieler zählt mit siebzehn gewonnen nationalen wie internationalen Titeln zu den erfolgreichsten deutschen Basketballern. Zur Saison 1985/86 stießen mit Henning Harnisch und Jan Villwock zwei weitere künftige Nationalspieler zum nun von Günther Lindenstruth und Hans Heß trainierten Gießener Kader. Angeführt von diesem jungen Trio qualifizierten sich die Mittelhessen im nächsten Jahr als Tabellensechster nicht nur für die Playoffs, sondern bezwangen im Viertelfinale Steiner Bayreuth mit 2:0. Erst im Halbfinale war nach einem 2:1 gegen den späteren Meister aus Köln Schluss. Koch verließ die Gießener danach in Richtung Bayreuth, auch Harnisch wechselte ein Jahr später nach Leverkusen. Beide gehörten zur goldenen Generation der deutschen Basketballnationalmannschaft und gewannen die Europameisterschaft 1993. Jan Villwock indes blieb den Mittelhessen bis 1995 treu. Er absolvierte 288 Spiele für Gießen, in denen er 4058 Punkte erzielte und damit einen Vereinsrekord aufstellte.
In den Meisterschaftsrunden der Jahre 1988 und 1989 scheiterte der MTV jeweils im Viertelfinale an Bayreuth. Zum Ende des Jahrzehnts trug der nach dem neunten Spieltag nachverpflichtete Johnnie Bell dazu bei, dass der Klassenverbleib in der Relegationsrunde erkämpft werden konnte.

### 1990 bis 2000: Namenswechsel und Professionalisierung
| Saison                                | Platz* | Punkte | Saisonnotizen           |
| ------------------------------------- | ------ | ------ | ----------------------- |
| 1990/91                               | 6      | 24:40  |                         |
| 1991/92                               | 3      | 32:32  |                         |
| 1992/93                               | 4      | 32:32  |                         |
| 1993/94                               | 4      | 26:38  | Umbenennung in Flippers |
| 1994/95                               | 4      | 28:36  |                         |
| 1995/96                               | 7      | 28:24  |                         |
| 1996/97                               | 10     | 24:28  | Ausrichter BBL Top Four |
| 1997/98                               | 9      | 22:26  |                         |
| 1998/99                               | 7      | 28:14  |                         |
| 1999/00                               | 7      | 30:22  |                         |
| *Platzierung nach Ende der Hauptrunde |        |        |                         |

Erstmals seit 1975 wieder unterteilt in eine Nord- und Südgruppe schloss Gießen die Saison 1990/91 auf dem sechsten und letzten Tabellenplatz des Südens. Gleich zu Saisonbeginn musste Trainer Klaus-Günther Mewes den Platz für Hans Brauer räumen, der den MTV in der Relegationsrunde souverän vor dem Abstieg bewahrte und seine Mannschaft ins Pokal-Halbfinale führte (84:111 gegen Leverkusen). Brauer blieb auch in der Folgesaison Übungsleiter der Mittelhessen und führte diese ins Viertelfinale der Playoffs, wo es gegen den haushohen Favoriten Alba Berlin gehen sollte. Bereits zuvor und vor Ablauf der Wechselfrist hatten sich die Verantwortlichen jedoch die Rechte an NBA-Spieler Leon Wood gesichert, der aufgrund einer Verletzung den Gießenern in der Meisterschaftsrunde für wenige Spiele zur Verfügung stand:

„Der MTV 1846 hielt ihn seit Januar in Wartestellung, am Donnerstag nach Aschermittwoch nahm ihn Co-Trainer Michael Müller am Frankfurter Flughafen in Empfang. Und staunte nicht schlecht, als Wood unmittelbar nach seinem Atlantikflug erst einmal in die Osthalle wollte – ein bisschen auf den Korb werfen. Zeitzeugen behaupten, Wood habe dann sozusagen zum Warmwerden von fünfzig Dreiern vierzig getroffen (andere wollen von dreißig Versuchen 25 im Ziel gesehen haben). In jedem Fall stand Trainer Hans Brauer und seinem Co. Michael Müller der Mund offen.“

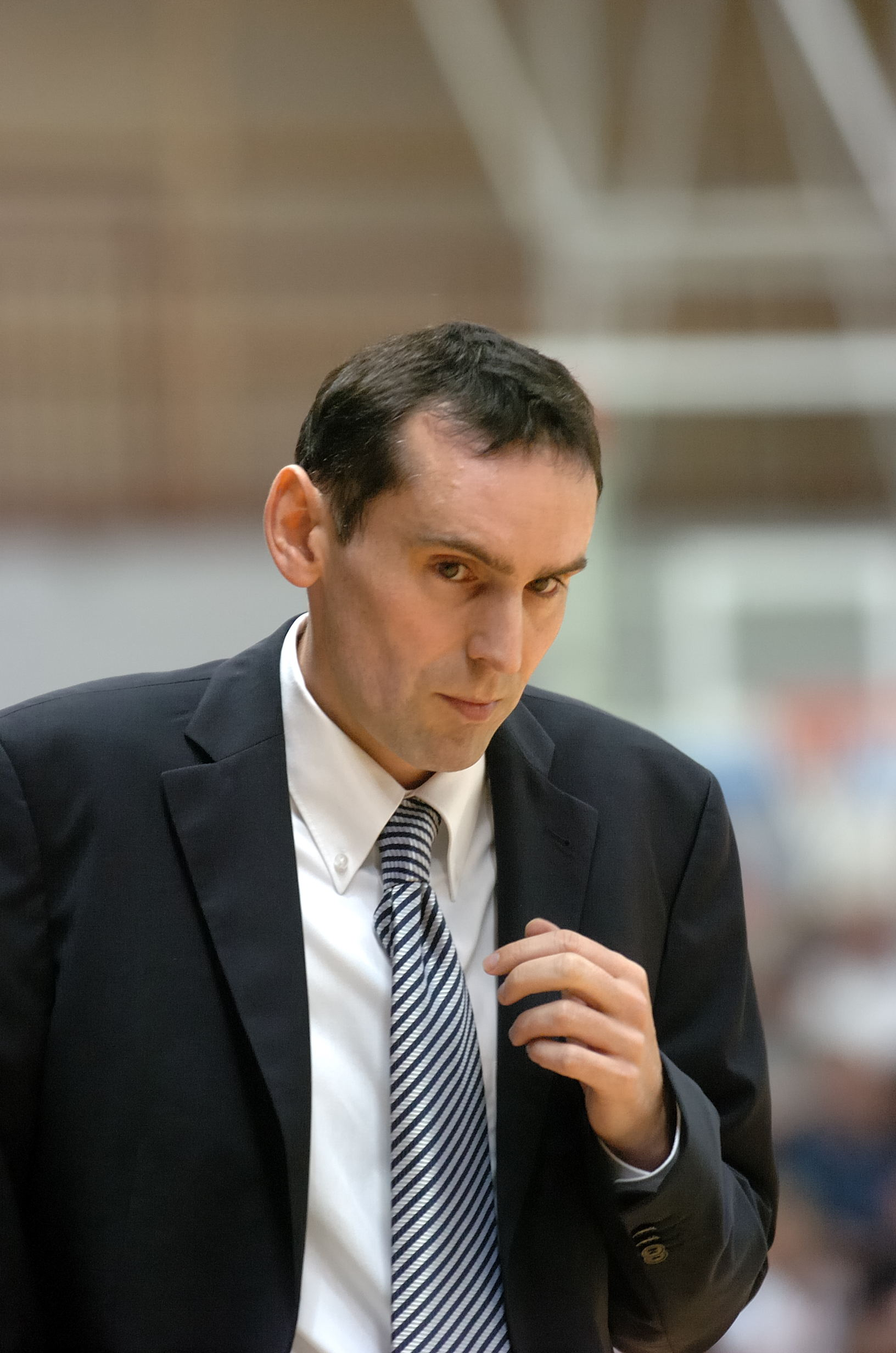
Stefan Koch, langjähriger Trainer des Vereins

Tatsächlich brachten die Mittelhessen Berlin bereits im Hinspiel (83:80) an den Rand einer Niederlage. Das Heimspiel in der Sporthalle Gießen-Ost ging mit 86:75 an den MTV, wobei Wood den Hauptstädtern alleine 33 Zähler einschenkte. Erst im entscheidenden dritten Spiel erwiesen sich die Berliner um den früheren NBA-Profi Uwe Blab als eine Nummer zu groß. Auch in der Saison 1992/93 sollte der Playoffausflug der Männerturner im Viertelfinale enden, dieses Mal nach einem 0:2 über den späteren Meister Bayer Leverkusen.
Zu einschneidenden Veränderungen kam es vor der Spielzeit 1993/94: Die Bundesliga-Mannschaft wurde aus der Stammmannschaft ausgegliedert, die Gispo Sportmarketing GmbH übernahm die finanziellen und organisatorischen Geschicke. Damit einher ging eine Umbenennung in MTV Gießen Flippers. Zu den Mitbegründern zählte der Unternehmer und ehemalige Eigentümer des Lebensmittelkonzerns Schneekoppe Gerald Wagener, der zusammen mit Robert Mayer den Betrag von einer Million DM einbrachte. Dennoch scheiterten die Flippers, nun wieder trainiert von Hannes Neumann, erneut im Viertelfinale an Bayer Leverkusen. Dieses Muster setzte sich auch in den Spielzeiten 1994/95 (1:2 im Viertelfinale gegen Bamberg) und 1995/96 (3:4 gegen Berlin) fort. Allerdings stiegen die Zuschauerzahlen in dieser Zeit wieder an. War man zu Beginn des Jahrzehnts froh, wenn einige hundert Leute in die Halle kamen, war die Osthalle jetzt häufig wieder ausverkauft.
1997 verpassten die Mittelhessen zwar die Playoffs, qualifizierten sich aber für das BBL Top Four, dessen Ausrichter sie auch waren. Mitte April unterlagen die erneut von Hans Brauer trainierten Gießener Alba Berlin vor heimischem Publikum im Finale mit 72:83. Danach übernahm erstmals der aus dem nahegelegenen Lich stammende Stefan Koch den Trainerposten. In seinem zweiten Jahr führte der Bruder des ehemaligen Gießener Spielers Michael Koch die Mannschaft als Siebter der Hauptrunde in die eingeführte Playoff-Qualifikation, in der man sich Ratiopharm Ulm geschlagen geben musste. Im Pokal drangen die Flippers bis ins Finale vor, in dem sich erneut Alba Berlin durchzusetzen vermochte. Zum Saisonende verließ Koch die Gießener und heuerte beim neuen Bundesligisten der Opel Skyliners Frankfurt an. Da in diesem Jahr auch die Licher BasketBären den Bundesligaaufstieg schafften, kam es in der vierzehn Mannschaften umfassenden Liga zu insgesamt sechs Hessenderbys. Während Lich postwendend wieder in die zweite Liga abstieg, setzten sich die Frankfurter in der Bundesliga fest. Unter dem neuen Trainer Joe Whelton erreichten die Gießener unterdessen 1999/2000 das Playoff-Viertelfinale, unterlagen dort aber Bayer Leverkusen.

### 2000 bis 2010: Avitos-Jahre, Playoffs 2005, finanzielle Probleme
| Saison                                                                                    | Platz* | Punkte | Saisonnotizen                                     |
| ----------------------------------------------------------------------------------------- | ------ | ------ | ------------------------------------------------- |
| 2000/01                                                                                   | 4      | 30:22  | Umbenennung Avitos Gießen                         |
| 2001/02                                                                                   | 6      | 30:22  |                                                   |
| 2002/03                                                                                   | 10     | 22:30  |                                                   |
| 2003/04                                                                                   | 14**   | 14:42  | Umbenennung Gießen 46ers; Insolvenz Hagen und MBC |
| 2004/05                                                                                   | 6      | 36:24  |                                                   |
| 2005/06                                                                                   | 11     | 22:38  |                                                   |
| 2006/07                                                                                   | 16     | 22:46  |                                                   |
| 2007/08                                                                                   | 16     | 18:50  | Umbenennung LTi Gießen 46ers                      |
| 2008/09                                                                                   | 17**   | 16:52  | Wildcard nach Rückzug von Nördlingen und Köln     |
| 2009/10                                                                                   | 14     | 24:44  |                                                   |
| *Platzierung nach Ende der Hauptrunde **Klassenerhalt nach Rückzug anderer Teams/Wildcard |        |        |                                                   |

Mit Beginn der Saison 2000/01 wurde der Lindener PC-Versender Avitos für drei Jahre Namensgeber des Gießener Mannschaft, die unter dem Namen Avitos Gießen im ersten Jahr unter Coach Joe Whelton sofort bis in das Playoff-Halbfinale gelangte, wo man dem späteren Meister Alba Berlin unterlag. Im Zuge des neuen Sponsors wurden die traditionellen Gießener Farben Rot und Weiß durch die Sponsorfarben Blau, Gelb und Schwarz ersetzt. Im nächsten Jahr folgte das Aus im Viertelfinale gegen den Bundesliga-Neuling Köln, bevor man in der Saison 2002/03 nach katastrophalem Saisonauftakt die Playoffs knapp verpasste. In derselben Saison erreichte man das Top-4-Turnier um den Pokal in einem sensationellen Spiel gegen Frankfurt. Im Halbfinale unterlag man Berlin, das Spiel um den dritten Platz konnte aber gegen Bonn gewonnen werden.
Nach den drei Jahren verlängerte Avitos den Sponsorenvertrag nicht und die Suche nach einem neuen Namenssponsor war erfolglos. Das Management knüpfte daraufhin wieder an die Tradition des MTV Gießen an und änderte die Trikot- und Vereinsfarben zurück auf rot und weiß. Nachdem der Vertrag von Joe Whelton als Headcoach nicht verlängert worden war, kam mit Chris Finch ein Trainer aus England an die Lahn, der die 46ers wieder in die Playoffs führen sollte. Nach knapp zwei Dritteln der Saison wurde er allerdings entlassen und durch den ehemaligen Bundesligaspieler des MTV Gießen, Armin Andres ersetzt. Andres war zuvor in der Bundesliga unter anderem bei den Teams aus Bamberg und Hagen als Headcoach tätig. Doch trotz des neuen Trainers besiegelte der letzte Spieltag der Saison 2003/04 den ersten Gießener Abstieg aus der ersten Liga des deutschen Basketballs – vorerst. Eine Niederlage des späteren Finalisten GHP Bamberg bei dem letzten verbliebenen Konkurrenten um den Klassenerhalt, der EnBW Ludwigsburg brachte damals die Entscheidung. Dem Mitteldeutschen Basketball Club wurde aufgrund der Insolvenz das Teilnahmerecht entzogen, der Club wurde nach Saisonende zum Absteiger erklärt. Da der zweite Absteiger, Brandt Hagen, ebenfalls aus wirtschaftlichen Gründen den Gang in die dritte Liga antreten musste, verblieben die Gießener in der Bundesliga.

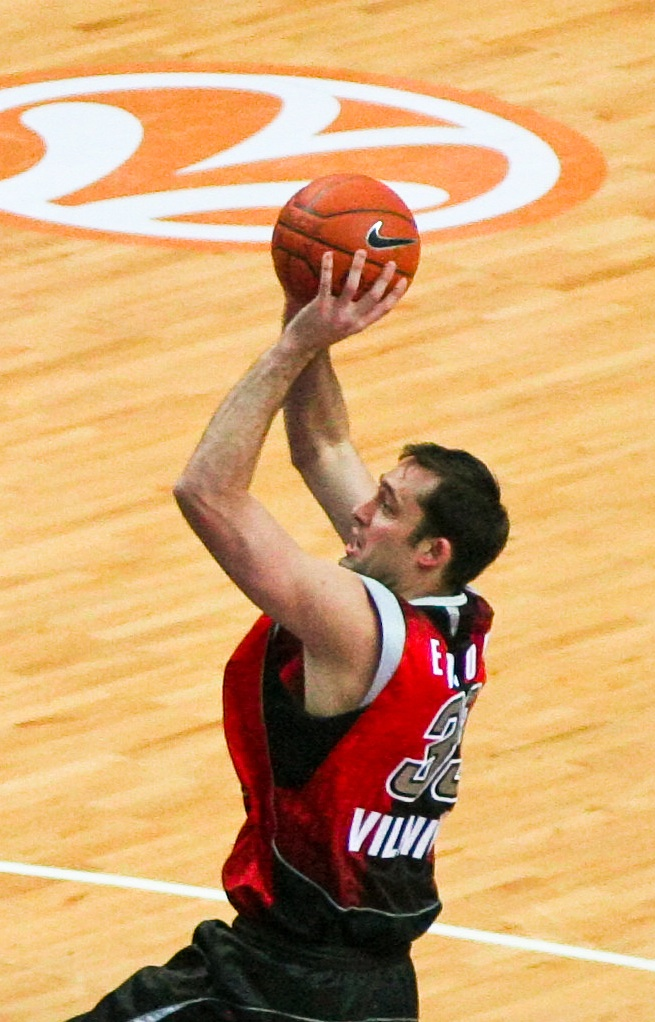
Chuck Eidson, hier im Trikot von BC Lietuvos rytas (2007)

Mit dem zurückgekehrten Trainer Stefan Koch entpuppten sich die 46ers in der Saison 2004/05 als die Überraschung der Liga: Statt um den Klassenerhalt zu kämpfen, zog man in die Playoffs ein. Besonders pikant: Auf den Tag genau ein Jahr nach der scheinbaren Besiegelung des Abstieges wurde die Playoff-Teilnahme mit einem Sieg in Ludwigsburg gesichert. Auch der Gegner im Viertelfinale, RheinEnergie Köln, ein Favorit um den Meistertitel, konnte die Mannschaft um den amerikanischen Small Forward der Gießener, Chuck Eidson, nicht daran hindern, die Serie mit drei zu zwei Spielen zu gewinnen. Dabei erzielte Eidson im entscheidenden Spiel in Köln den bis heute gültigen Vereinsrekord von 40 Punkten in einem Playoff-Spiel und Center Souleymane Wane stellte den damaligen Rekord von sechs Blocks in einem Spiel ein. Über dieses denkwürdige fünfte Spiel entstand im Jahre 2008 sogar ein Kinofilm mit dem Titel „Fünf“. Im Halbfinale unterlag man dann nach großem Kampf dem späteren Titelträger aus Bamberg mit ein zu drei Spielen. Zwei Monate nach Saisonende wurde Chuck Eidson von den Fans der Basketball-Bundesliga für sein Allround-Spiel zum Spieler des Jahres gekürt.

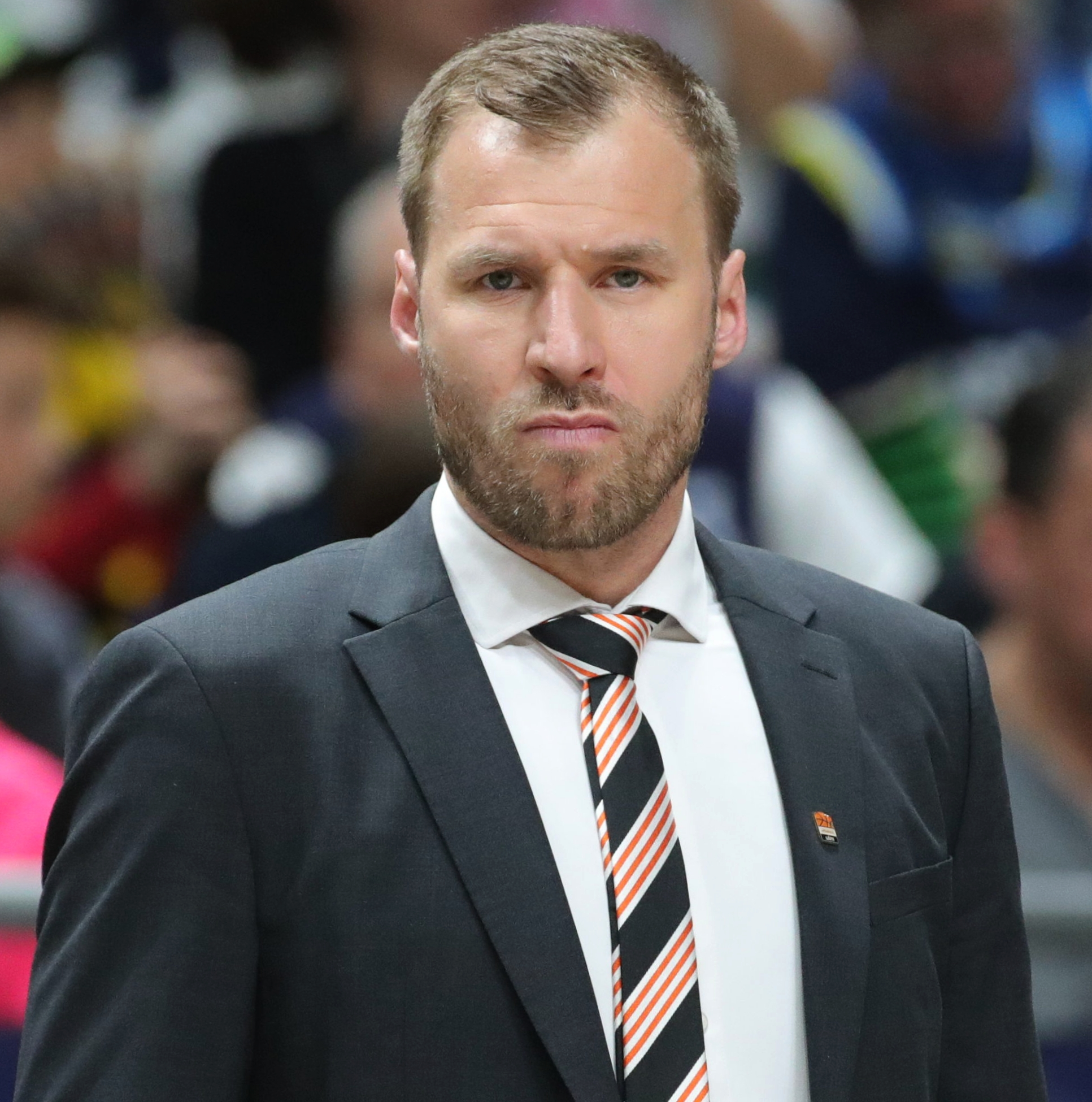
Anton Gavel, Meistercoach von Ratiopharm Ulm (2023)

Obwohl große Teile der Mannschaft gehalten werden konnten, konnte man im darauffolgenden Jahr nicht an die erfolgreiche letzte Saison anknüpfen. Dies lag unter anderem an einer schweren Verletzung Eidsons in der Saisonvorbereitung, die ihn fast das gesamte Jahr zum Aussetzen zwang. Man verpasste die Playoffs deutlich und landete in der Tabelle auf dem elften Platz. Jedoch wurde Anton Gavel zum Rookie des Jahres ernannt. Dieser war jedoch genauso wie Chuck Eidson aufgrund der enttäuschenden Saison und aus finanziellen Gründen nicht in Gießen zu halten.
Die Saison 2006/07 war gekennzeichnet von einem erneuten Neuanfang unter dem Trainer Stefan Koch und dem neuen österreichischen Co-Trainer Gerald Wasshuber. Christoph Berndt trat die Nachfolge als Geschäftsführer von Christian Maruschka an. Die vor allem mit unbekannten Talenten besetzte Mannschaft konnte jedoch bis zum November 2006 kein einziges Spiel gewinnen. Da es auch nach dem ersten Sieg weitere Niederlagen setzte, legte Stefan Koch am 4. Dezember 2006 sein Amt als Trainer nieder. Seine Nachfolge trat drei Tage später Ken Scalabroni an. Zudem übernahm Dirk Schäfer am 18. Januar 2007 die Nachfolge von Christoph Berndt als Geschäftsführer der Trägergesellschaft der 46ers. Am Ende der Saison landeten die Gießener trotz des schlechten Saisonstarts auf dem 16. Rang und Trainer Ken Scalabroni wurde mit dem Ende der Saison 2006/07 durch Thorsten Leibenath ersetzt.
Im Dezember 2006 beschloss der Haupt-, Finanz-, Wirtschafts- und Rechtsausschuss der Gießener Stadtverordnetenversammlung die Übernahme einer Ausfallbürgschaft für den Verein in Höhe von 200.000 Euro. Grund für diese Maßnahme war, dass die Banken in der Zeit zwischen der Zahlung von Verbindlichkeiten und dem Eintreffen von Sponsorengeldern eine Sicherheit benötigten. Die Übernahme dieser Ausfallbürgschaft war in Gießen sehr umstritten, da eine Körperschaft (Stadt Gießen) für ein privatwirtschaftlich betriebenes Unternehmen (46ers) eine Ausfallbürgschaft übernahm.

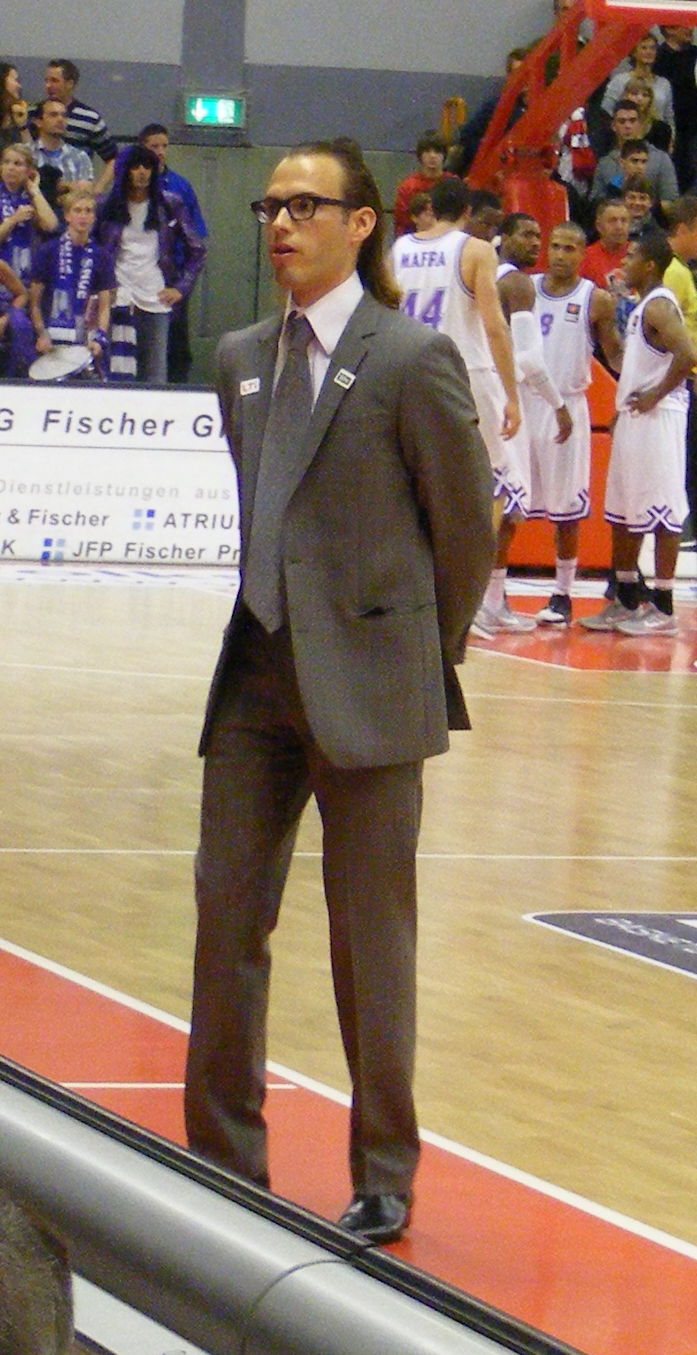
Björn Harmsen trainierte die 46ers von 2011 bis 2012

Das Jahr 2007/08 begann erneut mit vielen Spielerwechseln, was zur Folge hatte, dass die Mannschaft wieder größtenteils neu zusammengestellt werden musste. Gießen erreichte erneut nur den 16. Platz, und die finanzielle Lage spitzte sich immer weiter zu. Im Januar trat Manager Dirk Schäfer vor die Presse, um zu verkünden, dass für die Fortsetzung des Spielbetriebs bis Ende Februar 200.000 Euro benötigt würden. Viele Fans organisierten daraufhin Spenden- und Werbeaktionen, um den Verein zu unterstützen. Am 24. Januar 2008 trat Dirk Schäfer erneut vor die Presse, um die LTi Unternehmensgruppe als neuen Haupt- und Namenssponsor zu präsentieren. Die Gießen 46ers firmieren somit vorerst bis zum Ende der Saison 2009/10 unter dem Namen LTi. Daraufhin galt die finanzielle Notlage als drastisch entschärft. Nach der enttäuschenden Saison gab es, wie im Jahr zuvor, zu Saisonende einen Trainerwechsel. Simon Cote kam für Thorsten Leibenath, der eine Ausstiegsklausel im Vertrag wahrnahm und zu den Artland Dragons wechselte.
Nach einem schlechten Saisonstart im Spieljahr 2008/09 rutschte die Mannschaft auf den letzten Tabellenplatz. Im Oktober wurde bekannt, dass der Verein kurz vor der Insolvenz stand. Die Schulden beliefen sich auf 500.000 Euro. Aufgrund dessen wurde vom Verein die Aktion „Retterkarte“ gestartet, die zuerst nur eine Karte für das Heimspiel gegen die Telekom Baskets Bonn beinhaltete und sich automatisch zu einer Dauerkarte für den Rest der Saison verlängerte, da der Verein keinen Insolvenzantrag gestellt hatte. Aufgrund der dauerhaft schlechten finanziellen Situation kam es auch zu verschiedenen personellen Veränderungen. Als Geschäftsführer wurde Christoph Syring eingestellt und der vorherige Manager Dirk Schäfer übernahm infolgedessen das Amt des Vertriebsleiters. Nach der verlorenen Partie gegen die New Yorker Phantoms Braunschweig wurde Simon Cote mit sofortiger Wirkung von seiner Trainertätigkeit freigestellt. Seine Aufgaben übernahm der Sportdirektor Vladimir Bogojevič in Personalunion zunächst kommissarisch bis zum Ende der Saison 2008/09. Danach blieb Bogojevic weiterhin als Headcoach erhalten.
Am 26. April stand nach 2004 der erneute sportliche Abstieg des längsten Mitglieds der Bundesliga fest. Jedoch bekam man aufgrund des Rückzugs der Giants Nördlingen am 9. Juli 2009 eine Wildcard zugeteilt, so dass die 46ers auch in der Saison 2009/10 in der 1. Liga spielten.
Auch die neue Saison begann mit einem schlechten Saisonauftakt. Zwar stellte man mit David Teague den bis zur Winterpause führenden Spieler der Korbjägerliste, jedoch verlor man die ersten sieben Partien. Da man bis zum 19. Spieltag nur 5 Spiele gewann und sich Teague einen Knorpelschaden zuzog, welcher letztendlich im März zu seiner Vertragsauflösung führte, verpflichtete man mit Osvaldo Jeanty und Elvir Ovčina zwei erfahrene Spieler, welche im Wesentlichen dazu beitrugen, dass die Gießener die Saison auf den 14. Platz beenden konnten.

### 2010 bis 2013: Niedergang und Bundesliga-Abstieg
| Saison | Platz* | Punkte | Saisonnotizen                                               |
| --- | ------ | ------ | ----------------------------------------------------------- |
| 2010/11 | 15     | 18:50  |                                                             |
| 2011/12 | 17**   | 18:50  |                                                             |
| 2012/13 | 18     | 2:60   | Abzug von 6 positiven Wertungspunkten wegen Insolvenzantrag |
| Rot unterlegt: Abstieg in die 2. Bundesliga. *Platzierung nach Ende der Hauptrunde **Klassenerhalt durch Wildcard |        |        |                                                             |

Die Saison 2010/11 begann vielversprechend für die 46ers. Am ersten Spieltag wurde ein Sieg gegen die Telekom Baskets Bonn errungen, nach sieben Spielen stand man mit fünf Siegen auf den vorderen Plätzen. Nach einer darauffolgenden Serie von zwölf Niederlagen hintereinander und dem Abrutschen auf dem 16. Tabellenplatz trat Bogojevic am 16. Januar 2011 vom Traineramt zurück und beschränkte sich auf seine Aufgaben als Sportdirektor des Vereins. Sein Nachfolger wurde der US-Amerikaner Steven Key, welcher einen Vertrag bis zum Saisonende erhielt. Die Negativserie konnte zwar bald beendet werden, jedoch gelang es dem Verein nicht, sich von den Abstiegsrängen zu distanzieren. Am Ende reichte es am letzten Spieltag der Saison mit den 15. Platz zum Klassenerhalt. Trotz des Erreichens des Saisonziels wurde der auslaufende Vertrag mit Key nicht verlängert, so dass die 46ers am 30. Mai den vorigen MBC-Trainer Björn Harmsen als neuen Head Coach vorstellten.
Auch die Saison 2011/12 verbrachten die 46ers die meiste Zeit im unteren Abschnitt der Tabelle. Trotz einiger Änderungen im Kader und Nachverpflichtungen schaffte es die Mannschaft nie, konstante Leistungen abzurufen. Am letzten Spieltag der Hauptrunde kam es zum entscheidenden Duell um den Abstieg gegen Phoenix Hagen. Zuvor stand die BG Göttingen bereits als sportlicher Absteiger fest. Aufgrund der 85:72-Niederlage in Hagen stand Gießen am 28. April 2012 als zweiter Absteiger aus der BBL fest und hätte erstmals in der Vereinsgeschichte den Gang in die 2. Liga antreten müssen. Doch aufgrund des Verzichts von ProA-Vizemeister Kirchheim Knights, damals trainiert vom späteren 46ers-Trainer Branislav Ignjatovic, blieb ein Platz in der Basketball-Bundesliga frei. Die Liga erlaubte ein Wildcard-Verfahren und es bewarben sich die Gießen 46ers und die Giants Düsseldorf um den freien Startplatz für die Saison 2012/13. Den Zuschlag erhielten am 6. Juni 2012 die Gießen 46ers, die damit auch weiterhin in der Bundesliga vertreten waren. Zu Beginn des Jahres war Heiko Schelberg zum Club gestoßen und ab April als Geschäftsführer im Amt.

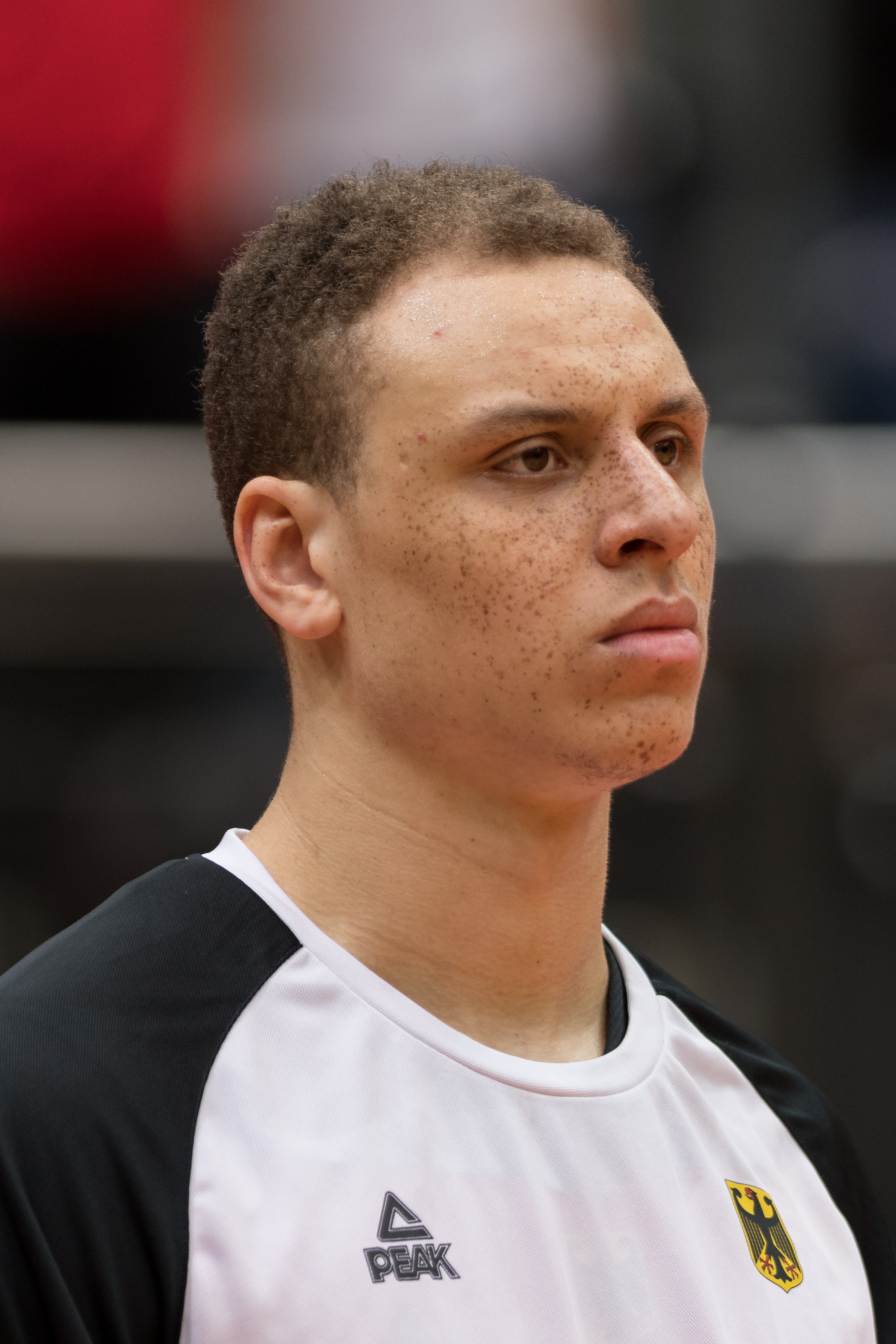
Robin Amaize (2017): der spätere Nationalspieler startete seine BBL-Karriere in Gießens Abstiegssaison 2013

Nach der sportlich erneut enttäuschenden letzten Saison wurde zu Beginn der Saison 2012/13 erneut ein Großteil der Mannschaft ausgetauscht und Mathias Fischer als neuer Trainer verpflichtet. Dennoch wurden bis zum 14. Spieltag nur vier Siege erzielt. Am 22. Dezember 2012, direkt nach dem Heimsieg im Spiel gegen Vizemeister Ratiopharm Ulm, wurde bekanntgegeben, dass die Gießen 46ers aufgrund von drohender Zahlungsunfähigkeit beim zuständigen Amtsgericht Gießen einen Insolvenzantrag gestellt haben. Dies bedeutete gleichzeitig einen Abzug von vier Punkten in der Tabelle, womit die Aussichten auf den Klassenerhalt sehr gering waren. Ende Januar 2013 wurden erneut zwei Punkte abgezogen, da der Verein bei der Mitteilungspflicht gegenüber der Bundesliga verstoßen hatte.
Der Verein schaffte es, durch Fanspenden, Sponsorenzahlungen und Darlehen, den Fehlbetrag von 360.000 € zum Beenden der Saison zu sammeln. Jedoch verlor die Mannschaft wichtige Leistungsträger wie Ryan Brooks, der zusammen mit LaQuan Prowell zu den Frankfurt Skyliners abgegeben wurde oder Jasmin Perković, welcher eine Vertragsoption zum vorzeitigen Beenden des Kontrakts zog. Die 46ers, bei denen jetzt fast nur noch Nachwuchsspieler wie der spätere Nationalspieler Robin Amaize aufliefen, schafften es anschließend nicht mehr, noch ein Spiel zu gewinnen und landeten am Ende der Saison mit nur zwei positiven Wertungspunkten auf dem letzten Platz.
Das letzte verbliebene Gründungsmitglied der Basketball-Bundesliga stieg nach 46 Jahren erstmals ab. Somit startete der Verein in der Saison 2013/14 in der zweitklassigen ProA.

### 2013 bis 2022: Neuaufbau in der ProA, Wiederaufstieg und Abstieg 2022
| Saison | Platz* | Punkte | Saisonnotizen                                                  |
| --- | ------ | ------ | -------------------------------------------------------------- |
| ProA 13/14 | 4      | 36:24  | Umbenennung Gießen 46ers                                       |
| ProA 14/15 | 3      | 42:18  | Zweitligameister und Wiederaufstieg                            |
| 2015/16 | 9      | 34:34  |                                                                |
| 2016/17 | 9      | 30:34  |                                                                |
| 2017/18 | 11     | 32:36  |                                                                |
| 2018/19 | 13     | 26:42  |                                                                |
| 2019/20 | 13     | 12:28  | Abbruch der Hauptrunde, Umbenennung in JobStairs GIESSEN 46ers |
| 2020/21 | 17**   | 16:52  |                                                                |
| 2021/22 | 18     | 16:52  | Abstieg aus der BBL                                            |
| Rot unterlegt: Abstieg in die 2. Bundesliga. *Platzierung nach Ende der Hauptrunde **Klassenerhalt nach Rückzug anderer Teams/Wildcard |        |        |                                                                |

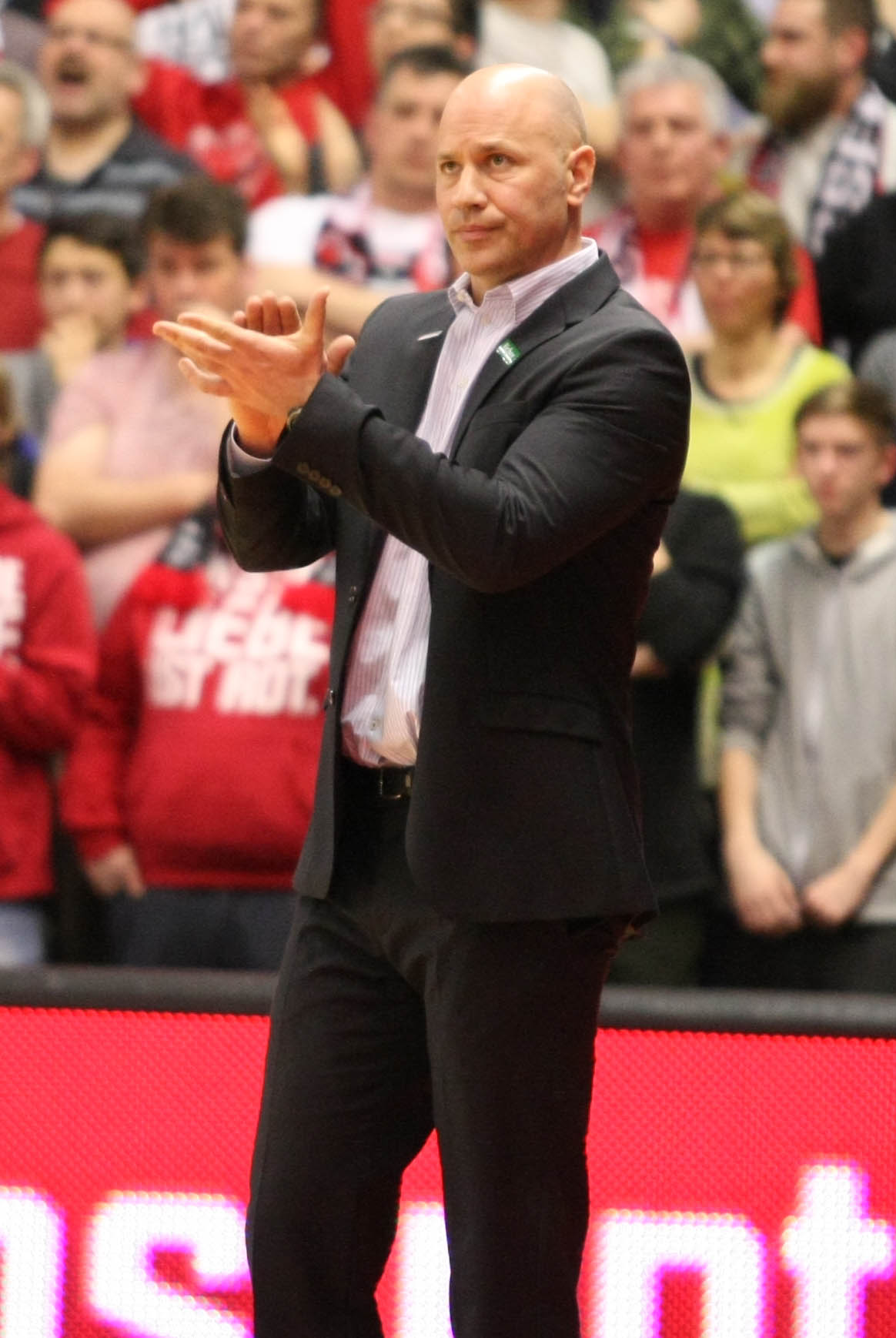
Denis Wucherer (2017)

Als neuen Headcoach präsentierten die Mittelhessen den ehemaligen Nationalspieler Denis Wucherer, der zuvor als Assistenztrainer für den FC Bayern München tätig war. Mit einem vollständig neu aufgestellten Aufgebot beendeten die Gießener ihre erste Spielzeit in der 2. Bundesliga ProA auf dem vierten Platz und sicherten sich das Heimrecht in der ersten Playoff-Runde. Dort setzte man sich mit drei Siegen und zwei Niederlagen gegen Science City Jena durch. Im Halbfinale mussten sich die 46ers dann jedoch dem späteren Meister BG Göttingen geschlagen geben.
Zur Spielzeit 2014/15 blieb Wucherer als Headcoach an Bord und stellte erneut eine größtenteils veränderte Mannschaft zusammen. Schnell konnten sich die 46ers wieder in der Spitzengruppe der ProA etablieren und beendeten die Hauptrunde mit 21 Siegen und neun Niederlagen auf dem dritten Tabellenplatz. Im Viertelfinale kam es zum Aufeinandertreffen mit MLP Academics Heidelberg, gegen die sich die 46ers glatt mit 3:0 durchsetzten. Auch das Halbfinale wurde erfolgreich bestritten, Gießen gewann die Serie gegen den Nürnberger Basketball Club ebenfalls mit 3:0. Mit dem Einzug ins Finale sicherten sich die 46ers die sportliche Rückkehr in die Basketball-Bundesliga. In den Endspielen traf der Club auf die s.Oliver Baskets aus Würzburg. Mit zwei Siegen sicherten sich die Gießener gegen Würzburg die Meisterschaft der 2. Bundesliga ProA, beendeten die Playoffs als ungeschlagener Meister und spielten somit ab der Saison 2015/16 wieder in der Basketball-Bundesliga. In der ersten Saison nach dem Wiederaufstieg verpasste man den Einzug in die Playoffs äußerst knapp: Am Ende der Punktrunde stand Gießen auf dem neunten Tabellenrang (punktgleich mit dem Achten Würzburg). Im März 2017 gab Trainer Wucherer bekannt, seinen am Ende der Saison 2016/17 auslaufenden Vertrag nicht zu verlängern; als sein Nachfolger wurde Ingo Freyer eingestellt.
Kurz vor Beginn der Saison 2017/18 verpflichteten die Mittelhessen den bis dahin vereinslosen John Bryant. Nach anfänglichen Akklimatisierungsschwierigkeiten knüpfte der zweimalige MVP schnell an jene Leistungen an, die er bereits in Diensten Ratiopharm Ulms und Bayern Münchens gezeigt hatte. Seine 18,2 Punkte und 10,7 Rebounds im Schnitt trugen dazu bei, dass sich das erneut in vielen Teilen erneuerte 46ers-Aufgebot auch im dritten Jahr nach dem Wiederaufstieg im Tabellenmittelfeld festsetzen konnte und lange im Kampf um einen hinteren Playoffplatz mitmischte. Am Saisonende fanden sich die Gießener auf dem elften Tabellenplatz wieder. Bryant wurde ins All-First-Team der Basketball-Bundesliga gewählt. Er war damit der erste 46er, dem diese Ehre seit 2006 zuteilwurde. Bei der Wahl zum MVP schnitt Bryant auf Platz zwei hinter Berlins Luke Sikma ab. Mitte Mai gab der Verein bekannt, Bryant für zwei weitere Jahre unter Vertrag genommen zu haben. Angeführt von Bryant, der im Dezember 2018 die deutsche Staatsbürgerschaft annahm, starteten die 46ers mit einer Siegesserie in die Saison 2018/19, dank derer man nach acht Spieltagen auf dem dritten Tabellenplatz rangierte. Eine Reihe von Niederlagen führte dazu, dass die Mannschaft, die Anfang 2019 den vereinslosen Jared Jordan unter Vertrag nahm, über den Jahreswechsel aus den Playoffrängen fiel. Sieben sieglose Spiele im März und April ließen die Gießener ins Niemandsland der Tabelle wandern. In Abstiegsgefahr geriet Gießen allerdings nicht mehr. John Bryant wurde am Saisonende mit dem Titel des besten Offensivspielers ausgezeichnet.
Anfang Dezember 2019 wurde bekannt, dass Geschäftsführer Heiko Schelberg zum Saisonende aus seinem Amt ausscheiden würde. Nur wenige Monate zuvor war es dem seit 2012 tätigen Manager gelungen, einen Namensgeber zu gewinnen.
Als neuer Geschäftsführer wurde im Februar 2020 der ehemalige Gießener Nationalspieler Michael Koch (Dienstbeginn: 1. März 2020) vorgestellt. Und die Zusammenarbeit mit Schelberg beendet. Die COVID-19-Pandemie in Deutschland zwang die Liga Anfang März zur Pause. Zu diesem Zeitpunkt stand die Mannschaft auf dem dreizehnten Platz. Am 27. April entschloss sich die Liga in einer Sitzung einstimmig zur Fortsetzung der Saison. Der Meister sollte in einem Sondermodus unter zehn Mannschaften ausgetragen werden. Gießen entschied sich unter Berufung auf moralische, gesundheitliche, finanzielle und sportliche Gründe genauso wie sechs weitere Bundesligisten gegen eine Teilnahme. Diese hielten damit trotzdem sportlich die Liga. Ende Mai gab der Club bekannt, sich Ende September vom zweiten Manager Philipp Reuner zu trennen. Anstelle dessen wurde Stephan Dehler zum zweiten Geschäftsführer berufen.

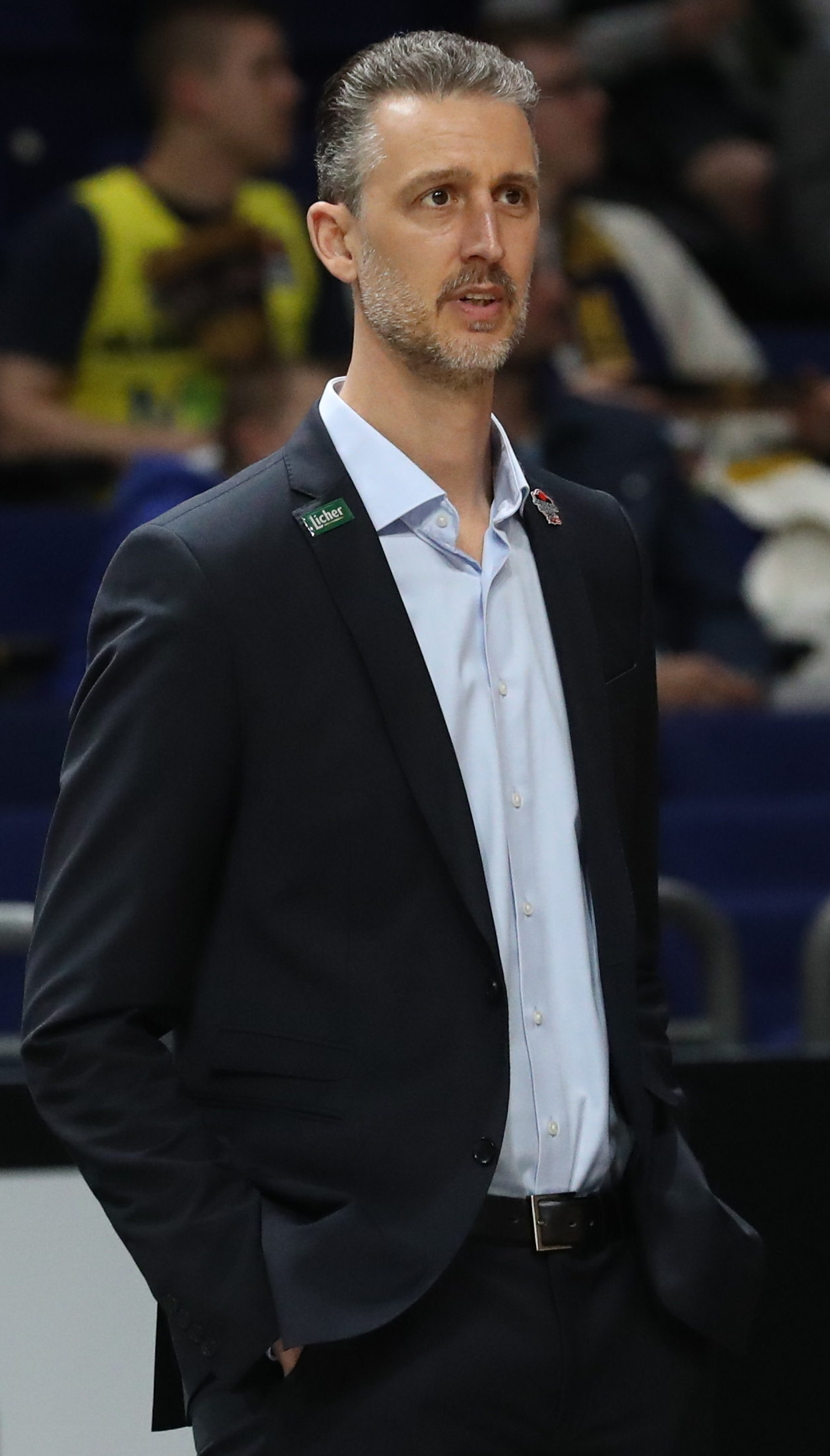
Pete Strobl (2022)

Im Juli verließ John Bryant zunächst nach drei Jahren den Verein, er kehrte Anfang 2021 zur Mannschaft zurück. Er war der erste Spieler im Trikot der Gießener, dem ein Triple-Double gelungen war. Mitte Dezember 2020 gaben die Gießener die Trennung von Trainer Ingo Freyer bekannt, dem sechs Niederlagen in Folge zum Verhängnis wurden. Zunächst wurde Rolf Scholz, Trainer der zweiten Mannschaft (Rackelos), das Amt in Nachfolge Freyers interimsweise übertragen. Am 12. Januar wurde bestätigt, dass Scholz bis zum Saisonende bleibt. Anfang April wurde bekannt, dass der Geschäftsführer und Sportdirektor in Personalunion Koch zum 30. Juni aus seinen Ämtern ausscheidet. Am 23. April wurde Sebastian Schmidt als Nachfolger für den Geschäftsführerposten bekanntgegeben. Der Vertrag läuft über drei Jahre. Bis zum Jahresende 2021 sollte Stefan Dehler unterstützend als zweiter Geschäftsführer erhalten bleiben.
Sportlich stieg Gießen am vorletzten Spieltag nach einer Niederlage in Bamberg ab. Da die Bayer Giants Leverkusen als sportlicher Aufsteiger aus der ProA keine Lizenz beantragten, wurde seitens der Basketball-Bundesliga ein Wildcard-Verfahren angestrengt. Gießen setzte sich gegen Mitbewerber Rasta Vechta durch und blieb so in der BBL. Ende Mai verkündete der Verein, dass man sich nach intensiven Gesprächen mit Rolf Scholz gegen eine Verlängerung seines Amts als Cheftrainer entschieden hätte. Als Grund wurde die schwere „Vereinbarkeit zwischen den beiden Berufszweigen“ genannt – Scholz kehrte in seinen Dienst als Hauptkommissar zurück. Für ihn übernahm der aus Braunschweig gekommene Pete Strobl.
Das Aufgebot wurde auf fast allen Positionen runderneuert, hatte vor und zu Saisonbeginn aber mit großen Verletzungsproblemen zu kämpfen. Dennoch zeigte man zum Start der Runde gute Leistungen in Bayern und Bamberg, gewann gegen den Mitteldeutschen BC und Bayreuth. Anfang Oktober wurde der nachverpflichtete Leistungsträger Rawle Alkins für eine Ablösesumme gen Ludwigsburg ziehen gelassen. Anfang November wurde bekannt, dass der Bruder des zweiten Leistungsträgers Brayon Blake erschossen wurde. Der US-Amerikaner verließ Gießen wenige Wochen später. Im weiteren Saisonverlauf gab es viele Niederlagen zu beklagen. Die Mannschaft trennte sich von Kyan Anderson und John Bryant, die diversen Nachverpflichtungen blieben blass. Im Januar folgte ein Corona-Ausbruch in der Mannschaft. Am Ende der Spielzeit glückten nur acht Siege. Damit einherging der zweite Abstieg aus der BBL in der Vereinsgeschichte und der sechste insgesamt. Coach Strobl wurde entlassen, für ihn folgte Branislav Ignjatovic, der zuvor acht Jahre Trainer in Heidelberg gewesen war.

### Zeit nach dem zweiten Abstieg
| Saison     | Platz* | Punkte | Saisonnotizen                |
| ---------- | ------ | ------ | ---------------------------- |
| ProA 22/23 | 4      | 42:26  |                              |
| ProA 23/24 | 2      | 50:18  |                              |
| ProA 24/25 | 5      | 46:22  | Umbenennung in GIESSEN 46ers |

Die Spielzeit 2022/23 war für den Gießener Basketball eine turbulente, sportlich aber erfolgreiche. Manager und Sportdirektor Sebastian Schmidt fehlte aus angeblich gesundheitlichen Gründen ab September 2022. Im November wurde bekannt, dass der 36-Jährige bereits seine Entlassungspapiere bekommen habe. Um den danach kursierenden Gerüchten zu begegnen, trat der Aufsichtsrat der 46ers wenig später an die Öffentlichkeit. In einer Stellungnahme, in der auch Jonathan Kollmar als neuer Manager präsentiert wurde, hieß es:

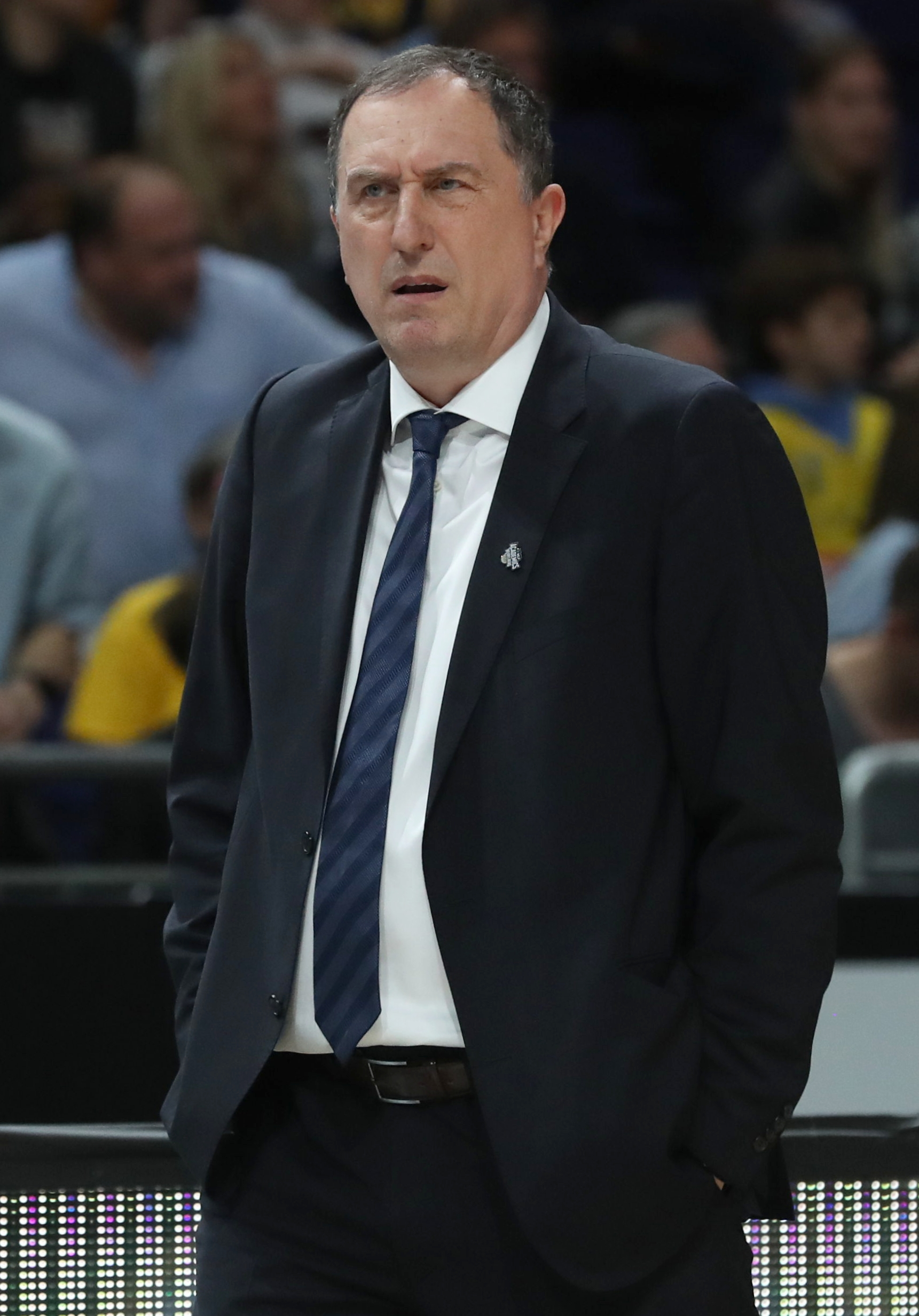
Branislav Ignjatovic, hier noch als Heidelberger Trainer (2022)

„Wegen der in der Öffentlichkeit kursierenden Gerüchte erläutern wir ergänzend, dass zum Zeitpunkt der plötzlichen Erkrankung Sebastian Schmidts nicht nur zahlreiche notwendige Arbeiten zur Saisonvorbereitung nicht erledigt waren. Vielmehr stellte sich im Laufe der Zeit heraus, dass auch die Vorbereitung des Jahresabschlusses noch nicht so weit gediehen war, wie dies einem ordnungsgemäßen Geschäftsgang entspricht. Insbesondere waren noch zahlreiche Punkte in der Buchhaltung offen. Die notwendigen Abschluss- und Abstimmungsarbeiten konnten trotz massiver Anstrengungen nur mit großen Schwierigkeiten durchgeführt werden.“

Auftretende Gerüchte um die finanzielle Leistungsfähigkeit des Vereins ließ die Führung im darauffolgenden April unkommentiert.
Sportlich starteten die 46ers mit einer hohen Niederlage in Bremerhaven, fanden danach aber schnell in die Spur und rangierten die meiste Zeit des Jahres auf einem Playoffplatz. Ignjatovic, der die Mannschaft runderneuern musste, etablierte eine kampfbetontere Art des Basketballs als in den Vorjahren. Allen voran Center Stefan Fundic, der nur gut zwei Meter misst, ist hierfür stellvertretend zu nennen. Die Zuschauerzahlen stiegen nach den Corona-Jahren wieder und glichen sich dem Wert der ersten ProA-Saison 2013/2014 an. Am Ende sicherten sich die Gießener die Pokal-Qualifikation für das nächste Jahr, wurden Vierter, bezwangen mit dem damit einhergehenden Heimrecht Dresden im Viertelfinale 3:0 und wurden nach mehreren Verletzungen (so fiel etwa Fundic mit einem Meniskusschaden aus) erst im Halbfinale von Rasta Vechta bezwungen (1:3).
Im Sommer 2023 konnte der Verein Schlagzeilen machen mit der Weiterverpflichtung von Fundic und vor allem der Vertragnahme des ehemaligen Nationalspielers Robin Benzing (zwei Jahre). Im BBL-Pokal setzte man sich in der ersten Runde gegen Erstligist Crailsheim Merlins durch. Ansonsten spielten die 46ers eine gute, aber nicht überragende Hinrunde. In der Rückrunde rollten die Hessen das Feld dann aber von hinten auf und sprangen mit 15 Siegen aus 17 Spielen am letzten Spieltag noch auf den zweiten Rang. Im Viertelfinale genoss man so Heimrecht gegen den Siebten PS Karlsruhe Lions. Die Serie endete für Gießen enttäuschend mit 1:3, man scheiterte also früh am Aufstieg, für den man bei der Bundesliga einen Lizenzantrag gestellt hatte. Zuvor hatte man die Verträge mit mehreren deutschen Spielern ligaunabhängig verlängert.
Im Sommer 2024 wurde der Werbezusatz Jobstairs wieder aus dem Mannschaftsnamen entfernt, nachdem die entsprechende Vereinbarung mit dem Geldgeber beendet worden war. Im Juli 2024 wurde Guido Heerstraß als neuer Geschäftsführer der Betriebsgesellschaft der Gießener Mannschaft mit Dienstbeginn 1. August 2024 vorgestellt. Heerstraß, der Jonathan Kollmar beerbte, war zuvor beim Handball-Bundesligisten TV Großwallstadt beschäftigt.
Sportlich etablierten sich die Gießen 46ers erneut auf den Playoffplätzen, wurden am Ende Fünfter. Im Viertelfinale bezwang man Eisbären Bremerhaven 3:1, im Halbfinale unterlag man dem Favoriten Science City Jena 1:3. Nach dem Aus appellierte Trainer Ignjatovic an den Standort und die Sponsoren, das Aufstiegsziel in die Bundesliga ehrgeizig weiter zu verfolgen.

„Was passiert in den nächsten drei, vier Wochen? Wollen wir uns zusammensetzen und gemeinsam über die BBL-Rückkehr auf allen Ebenen reden. Oder bleibt das ein Job von ein paar Engagierten im Vorstand und dem Team?“

### Abschlussplatzierungen seit 1966
Die ausführlichen Saisondaten finden sich obenstehend in den Einzelabschnitten in der ausklappbaren Tabelle rechts.

## Kader
| Spieler | Spieler              | Spieler           | Spieler          | Spieler | Spieler | Spieler                      |
| Nr.     | Nat.                 | Name              | Geburt           | Größe   | Info    | Letzter Verein               |
| ------- | -------------------- | ----------------- | ---------------- | ------- | ------- | ---------------------------- |
|         |                      | Guards (PG, SG)   |                  |         |         |                              |
| 7       | Vereinigte Staaten   | Kyle Castlin      | 30. Mai 1996     | 1,93 m  |         | Belfius Mons-Hainaut (BE)    |
| 5       | Deutschland          | Viktor Ziring     | 30. April 1998   | 1,87 m  |         | Iserlohn Kangaroos           |
| 55      | Slowakei             | Simon Krajcovic   | 14. Februar 1994 | 1,85 m  |         | Eisbären Bremerhaven         |
| 3       | Kanada               | Aiden Warnholtz   | 4. Februar 2000  | 1,88 m  |         | Frankfurt Skyliners          |
| 4       | Deutschland          | Till Heyne        | 21.04.2006       | 1,87 m  |         | eigene Jugend                |
| 11      | Deutschland          | Kevin McClain     | 21. Oktober 1996 | 1,91 m  |         | Frankfurt Skyliners          |
|         |                      | Forwards (SF, PF) |                  |         |         |                              |
| 14      | Deutschland          | Luis Figge        | 2. Juni 1997     | 1,97 m  |         | Bayer Leverkusen             |
|         |                      | Forwards (SF, PF) |                  |         |         |                              |
| 25      | Serbien              | Viktor Kovacevic  | 5. Mai 1999      | 2,03 m  |         | KK Zlatibor                  |
| 12      | Deutschland          | Robin Benzing     | 1. Mai 1989      | 2,10 m  |         | Peñarol Montevideo (Uruguay) |
| 24      | Deutschland          | Roland Nyama      | 11. Juli 1993    | 1,98 m  |         | Nürnberg Falcons BC          |
|         |                      | Center (C)        |                  |         |         |                              |
| 33      | Serbien              | Mladen Vujic      | 14. August 1998  | 2,05 m  |         | Lille Basket (FR)            |
|         | Deutschland          | Jonathan Maier    | 9. Dezember 1992 | 2,12 m  |         | Nürnberg Falcons BC          |
| Serbien | Branislav Ignjatovic | Head Coach        |                  |         |         |                              |
| Serbien | Nikola Stanic        | Assistant Coach   |                  |         |         |                              |

| Legende               | Legende                           |
| Abk.                  | Bedeutung                         |
| --------------------- | --------------------------------- |
| DL                    | Doppellizenz mit GIESSEN 46ers II |
| NBBL                  | Auch im NBBL-Team                 |
| (C)                   | Kapitän                           |
| Quellen               |                                   |
| Teamhomepage          |                                   |
| Stand: Saison 2024/25 |                                   |

| Legende               | Legende                           |
| Abk.                  | Bedeutung                         |
| --------------------- | --------------------------------- |
| DL                    | Doppellizenz mit GIESSEN 46ers II |
| NBBL                  | Auch im NBBL-Team                 |
| (C)                   | Kapitän                           |
| Quellen               |                                   |
| Teamhomepage          |                                   |
| Stand: Saison 2024/25 |                                   |

### Betreuer
- Dr. Ulrich Faber, Mannschaftsarzt
- Jan Heppner, Team-Manager
- Ronald Delius, Physiotherapeut
- Wolfgang Leutheuser, Ulrich Faber, Petra Michel-Leutheuser – Mannschaftsärzte
- Lukas Lai – Athletiktrainer

## Umfeld des Vereins

### Jugendarbeit, Kooperationen, Depant Gießen 46ers Rackelos
Der Basketball-Akademie Gießen 46ers e. V. betreibt die Jugendmannschaften für den Profi-Club. Die U19 spielt in der Nachwuchs-Basketball-Bundesliga und die U16 gehört der Jugend-Basketball-Bundesliga an. Zusätzlich hat der Verein jeweils eine eigene U12, U14, U16 und U18-Mannschaft die alle jeweils in der höchsten hessischen Jugendliga (Oberliga) spielen. Außerdem gibt es weitere Mannschaften in den Landesligen und der höchsten U10-Spielklasse.
Zudem betreiben die Gießener eine enge Zusammenarbeit mit den Jugendabteilungen des Stammvereins MTV Gießen, dem Basketball-Jugendleistungszentrum Mittelhessen, den Giessen Pointers und dem BC Marburg. So werden immer wieder örtliche Talente über die ProB an die Profimannschaft herangeführt. Zusätzlich gibt es zahlreiche Kooperationen mit Schulen im ganzen Landkreis, über die interessierte Kinder an die Basketballvereine der Region herangeführt werden.
Mehrere Jahre bestand zudem eine Kooperation mit dem ProB-Ligisten Licher BasketBären. Ausgestattet mit einer Doppellizenz sammelten Nachwuchsspieler Spielpraxis im Unterhaus der Zweiten Liga und rückten parallel in den Gießener Bundesliga-Kader auf. Nach der Saison 2016/17 kam es nach Rücktritten von Gesellschaftern zum Lizenzabtritt der Licher Mannschaft. Die 46ers übernahmen die ProB-Spielberechtigung und stellten ab der Spielzeit 2017/18 zusätzlich eine Zweitligamannschaft, welche seitdem meist die Playoffs erreicht hat. In der Mannschaft spielten hauptsächlich Spieler aus der Gegend, zumeist junge Nachwuchsspieler. Der Name der neuen Mannschaft lautete Depant Gießen 46ers Rackelos. 2022 wurde die Mannschaft aus der 2. Bundesliga ProB zurückgezogen. Fortan trat eine Mannschaft der Basketball-Akademie Gießen 46ers in der 1. Regionalliga an.

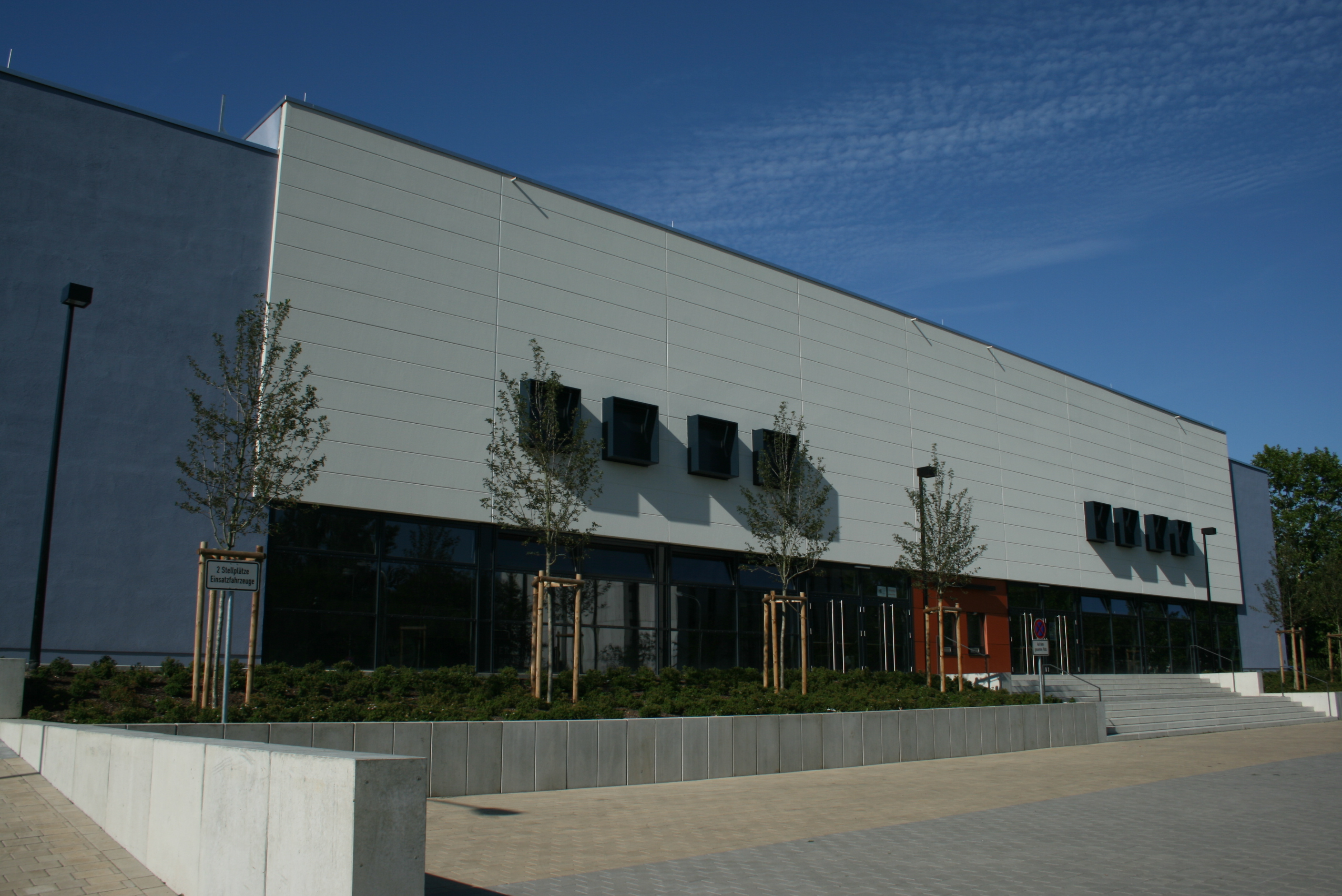
Osthalle von Westen

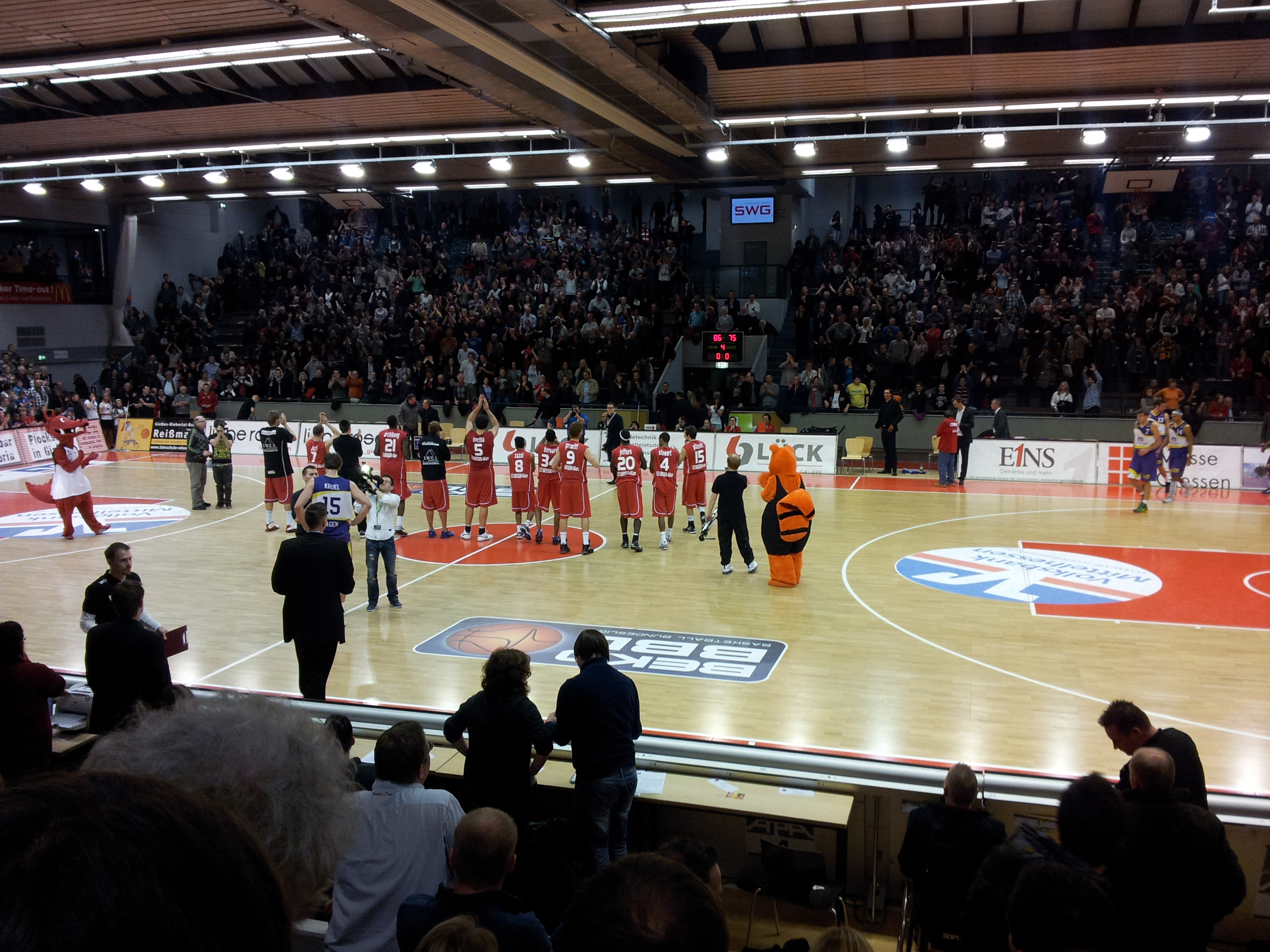
Innenansicht der Osthalle (2011)

### Spielstätten und Geschäftsstelle
In den Anfangsjahren spielte die Mannschaft erst in der Gießener Miller Hall in der Grünberger Straße, in der seit 2014 die Geschäftsstelle des Vereins ist. Später erfolgte der Umzug in die Turnhalle der Pestalozzischule. Von 1962 an, mit dem Aufstieg in die höchste deutsche Liga, spielte der Verein für sieben Jahre in der Doppelturnhalle an der Bismarckstraße, welche heute zur Liebigschule Gießen gehört. Die offizielle Kapazität betrug 1.200 Zuschauer.
Die heutige Heimspielstätte der Gießen 46ers ist die im Jahre 1969 erbaute Sporthalle Gießen-Ost, die als Schulsporthalle der Stadt Gießen gehört. Sie hatte damals eine Kapazität von 3150 Zuschauern. 2006 wurde sie aus Steuermitteln auf eine Kapazität von 4003 Zuschauern ausgebaut, um den veränderten Erfordernissen zu entsprechen. Der Umbau wurde im Januar 2007 abgeschlossen, die Halle verfügt seitdem über 2615 Sitzplätze und 1388 größtenteils mobile Stehplätze sowie eine VIP-Loge. Aufgrund struktureller Veränderungen im Zuge des Bundesligawiederaufstiegs 2014/2015 sank die Höchstzuschauerzahl bei Basketballheimspielen der Gießen 46ers mit Beginn der Saison 2015/16 auf 3.752. Konkret wurde der zuvor in einer angrenzenden Sporthalle befindliche VIP-Bereich auf die Galerie-West oberhalb der Stehplätze umgesiedelt, welche fortan als „VIP-Bereich West-Empore“ fungierte.
Trainingsstätte des Vereins ist die Rivers-Sporthalle am Riversplatz im Osten der Stadt.

#### Lage und Anfahrt
Die Halle liegt im Osten Gießens zwischen der Gesamtschule Gießen-Ost und dem Philosophikum I der Justus-Liebig-Universität. Bei Heimspielen werden die Parkplätze der Universität zur Bewältigung des Autoverkehrs genutzt.
An der Bahnstrecke Gießen–Fulda existiert circa 750 Meter entfernt der Haltepunkt Gießen Licher Straße. Im Stadtverkehr halten Buslinie an der benachbarten Ostschule und dem benachbarten Philosophikum. Zudem ist das nah gelegene Gewerbegebiet Schiffenberger Tal durch mehrere Regionalbuslinien erschlossen.

### Fans, Zuschauerzahlen und Hallenproblematik
| Saison  | Gesamt | Durchschnitt | Saisonrekord  | Auslastung | Kapazität |
| 2007/08 | 57.210 | 3.365        | 3.890         | 84,07 %    | 4.003     |
| 2008/09 | 58.538 | 3.443        | 4.003 (ausv.) | 86,02 %    | 4.003     |
| 2009/10 | 55.454 | 3.262        | 3.870         | 81,49 %    | 4.003     |
| 2010/11 | 59.878 | 3.522        | 4.003 (ausv.) | 87,99 %    | 4.003     |
| 2011/12 | 59.131 | 3.478        | 4.003 (ausv.) | 86,89 %    | 4.003     |
| 2012/13 | 49.489 | 2.911        | 4.003 (ausv.) | 72,72 %    | 4.003     |
| 2013/14 | 32.985 | 2.199        | 3.122 (ausv.) | 70,44 %    | 3.122     |
| 2014/15 | 37.605 | 2.507        | 3.284 (ausv.) | 76,34 %    | 3.284     |
| 2015/16 | 59.697 | 3.512        | 3.752 (ausv.) | 93,60 %    | 3.752     |
| 2016/17 | 54.654 | 3.416        | 3.752 (ausv.) | 91,05 %    | 3.752     |
| 2017/18 | 57.222 | 3.366        | 3.752 (ausv.) | 89,71 %    | 3.752     |
| 2018/19 | 59.524 | 3.501        | 3.752 (ausv.) | 93,32 %    | 3.752     |
| 2019/20 | 39.378 | 3.282        | 3.752 (ausv.) | 87,50 %    | 3.752     |
| 2020/21 | /      | /            | /             | /          | /         |
| 2021/22 | 22.680 | 1.334        | 2.023         | /          | wechselnd |
| 2022/23 | 46.443 | 2.212        | 3.289         | 59,12 %    | 3.752     |
| 2023/24 | 48.788 | 2.439        | 3.310         | 80 %       | 3.044     |
| 2024/25 | 50.613 | 2219         | 3.310 (ausv.) | 67,03 %    | 3.310     |

#### Fans
Die Fans der Gießen 46ers sind bekannt für die lautstarke Unterstützung ihrer Mannschaft. Gerade deswegen wird die Stimmung in der heimischen Osthalle auch als sehr „hitzig“ bezeichnet. Zudem wird die Mannschaft bei nahezu allen Auswärtsspielen von zahlreichen Fans unterstützt, welche meist mindestens einen Fanbus zum entsprechenden Gegner organisieren. So fuhren 2005 zum entscheidenden Viertelfinalspiel der Playoffs 1.200 Fans aus Gießen nach Köln, um ihre Mannschaft anzufeuern.
Eine besondere Rivalität besteht zu den Fans der Frankfurt Skyliners. Dies ergibt sich zum einen aus der geringen Entfernung und der Entstehung des sogenannten Hessenderbys, zum anderen daraus, dass Gießen als Bundesliga-Gründungsmitglied mit vielen Erfolgen in der Vergangenheit im Gegensatz zur 1999 gegründeten Mannschaft steht, welche im Laufe ihres Bestehens ebenfalls Erfolge auf Bundesebene einfuhr.
In den Anfangsjahren der Basketball-Bundesliga gab es auch eine gewisse Rivalität zu den Anhängern des VfL Osnabrücks. Diese begründete sich aus den vielen Endspielen (4 × Bundesliga, 1 × Pokal), in welchen beide Vereine bis 1970 gegeneinander spielten. Die Endspiele der ersten drei Bundesligajahre lauteten immer MTV Gießen – VfL Osnabrück. Am Ende konnten die Gießener sich fast immer durchsetzen, nur 1969 gewann der VfL in Gießen die deutsche Meisterschaft. Diese Rivalität endete jedoch bald, da die Basketballabteilung der Osnabrücker 1973 geschlossen wurde.

#### Hallenproblem
Die theoretische Gesamtkapazität der Gießener Sporthalle Ost beläuft sich seit Beendigung des Umbaus Anfang 2007 auf 4.003. Strukturelle Veränderungen während der Heimspiele der Gießen 46ers sorgen für Abweichungen. Der starke Rückgang in den Zweitligajahren 2013 bis 2015 war etwa darauf zurückzuführen, dass in dieser Zeit die mobilen Stehplätze auf der Westseite nicht aufgebaut wurden. Das gilt auch für die Zeit nach dem zweiten Abstieg in die ProA 2022, wobei ab der Spielzeit 2023/2024 zudem aufgrund der Verlegung eines neuen Hallenbodens nicht mehr die alte, größere Stehtribüne aufgestellt werden darf. Seither kommt eine kleinere mobile Tribüne zum Einsatz, die zusätzlich für Kapazitätsschwankungen sorgt.
In der Saison 2020/21 waren aufgrund der COVID-19-Pandemie keinerlei Zuschauer zugelassen. 2021/22 war die Zuschauerzahl meist beschränkt, in drei Spielen sogar auf höchstens 170. Doch auch bei den Spielen ohne jede Beschränkung zu Beginn und zum Ende der Spielzeit lag die Auslastung deutlich unter dem Niveau vor der Pandemie, ähnlich wie bei den meisten anderen Bundesligisten. Der Saisonhöchstwert wurde mit 2023 Zuschauern im letzten Heimspiel gegen Chemnitz aufgestellt. 2022/23 stabilisierten sich die Zahlen langsam und glichen sich dem Vergleichswert der ersten ProA-Saison des Clubs 2013/14 an.
Im Oktober 2021 wandte sich der Verein kurz vor der Oberbürgermeisterwahl an die Stadt und verwies auf die Dringlichkeit eines Hallenneubaus. Vorgestellt wurden Pläne zum Bau einer 5000-Zuschauer-Spielstätte, die zugleich für den Schul- und Breitensport genutzt werden könne (Nachwuchsleistungszentrum). Trotz des Abstiegs sechs Monate später signalisierte die Stadt im Mai sowie im März 2023, die Hallenfrage für die 46ers klären zu wollen. Am 13. März 2024 verkündete der Oberbürgermeister dann, dass die Stadt sich gegen einen Neu- oder einen Aus-/Umbau der bestehenden Spielstätte entschieden hat.

### Maskottchen

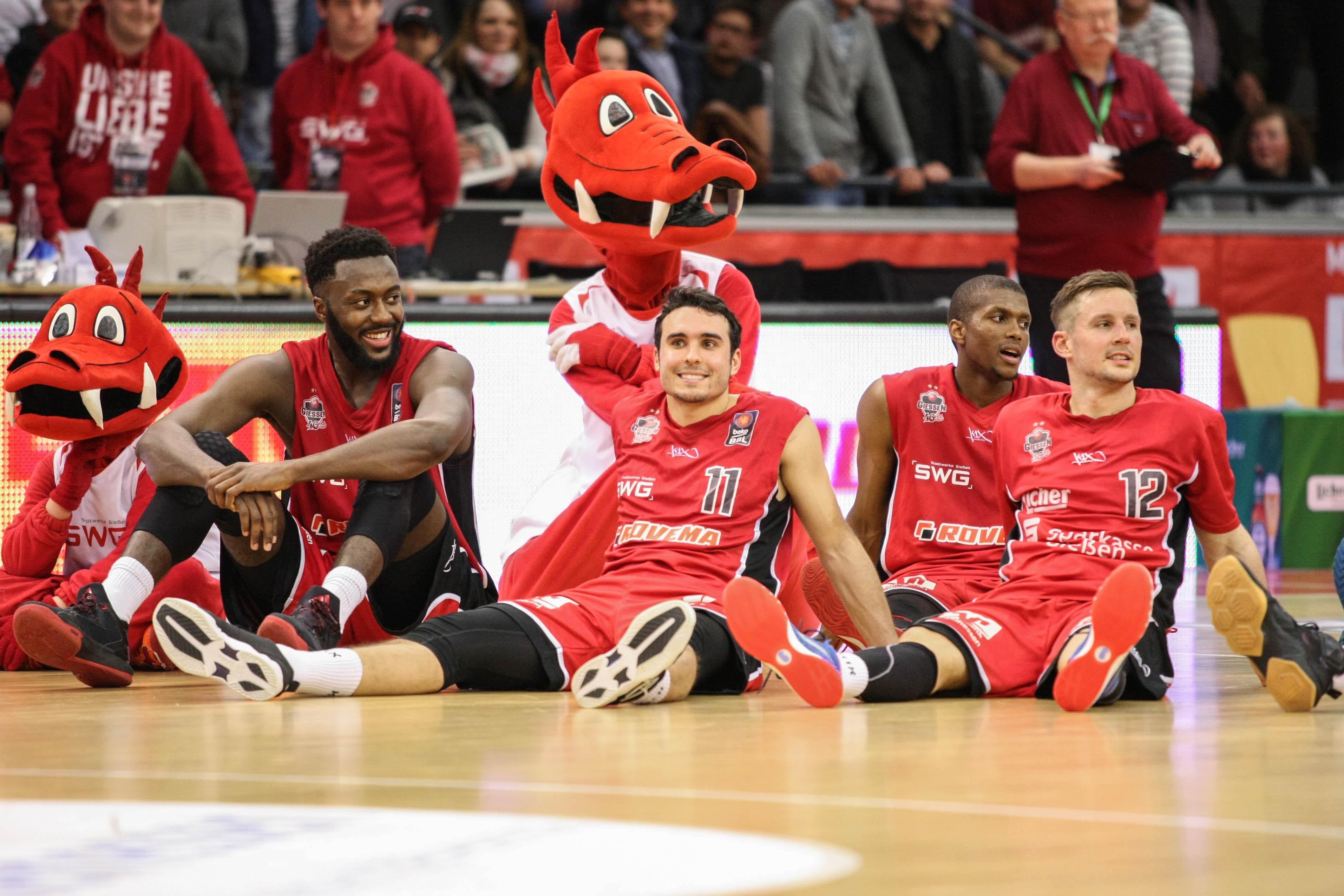
Fabius und Fabi im Kreise einiger Spieler

Das Maskottchen ist seit 2005 der „freche“ Drache Fabius, der zugleich das Maskottchen der Stadtwerke Gießen ist und in dieser Funktion früher auch beim ehemaligen Kooperationspartner Licher BasketBären für Unterhaltung sorgte. Gespielt wird Fabius von Michael Rogalla, der in der Region als Clown Ichmael bekannt ist und auch das Kostüm des Maskottchens des benachbarten Handballbundesligisten HSG Wetzlar belebt. Fabius unterhält das Publikum bei Heimspielen in der Osthalle mit Einlagen wie dem Jonglieren von Basketbällen, Einrad- und Skateboardfahren sowie Aktionen mit kleinen Kindern. Unterstützt wird Fabius vom Jungdrachen Fabi.
Frühere Maskottchen der Gießen 46ers waren unter anderem der Avitos-Tiger und zuvor der Delfin Flipper.

## Statistiken

### Erfolge
- Deutsche Meisterschaft 1965, 1967, 1968, 1975 und 1978
- Deutscher Pokalsieg 1969, 1973 und 1979
- Meister der ProA 2015

### Gießen in der Ewigen Tabelle
Stand: August 2023
| Rang | Verein               | Korbverhältnis    | Punktebilanz  | Meistertitel |
| ---- | -------------------- | ----------------- | ------------- | ------------ |
| 1    | Alba Berlin          | 131.235 : 119.457 | 2.199 : 895   | 11           |
| 2    | Brose Bamberg        | 135.295 : 127.847 | 2.023 : 1.241 | 9            |
| 3    | Bayer Leverkusen     | 107.171 : 94.183  | 1763 : 673    | 14           |
| 4    | Gießen 46ers         | 128.382 : 127.960 | 1524 : 1632   | 4            |
| 5    | Telekom Baskets Bonn | 84.453 : 82.46    | 1.182 : 886   | 0            |

### Cheftrainer seit 1962
| - 1962–1966: Peter Nennstiel - 1966–1970: Laszlo Lakfalvi - 1970–1971: Mita Ozarcuk - 1971–1975: Dietfried Kienast - 1975–1977: Klaus Jungnickel - 1977–1980: Hannes Neumann - 1980–1982: Bernd Röder - 1982–1983: Hannes Neumann - 1983–1984: Klaus Jungnickel - 1984–1987: Günther Lindenstruth - 1987–1988: Dieter Krausch - 1988–1989: Charles Toth - 1989–1991: Klaus-Günther Mewes - 1991–1993: Hans Brauer - 1993–1994: Hannes Neumann - 1994–1996: Armin Andres - 1996–1997: Hans Brauer - 1997–1999: Stefan Koch - 1999–2003: Joseph Whelton - 2003–2004: Chris Finch | - 2004: Armin Andres - 2004–2006: Stefan Koch - 2006–2007: Ken Scalabroni - 2007–2008: Thorsten Leibenath - 2008–2009: Simon Cote - 2009–2011: Vladimir Bogojevič - 2011: Steven Key - 2011–2012: Björn Harmsen - 2012–2013: Mathias Fischer - 2013–2017: Denis Wucherer - 2017–12/2020: Ingo Freyer - 12/2020–05/2021: Rolf Scholz - 06/2021–05/2022: Pete Strobl - seit 06/2022: Branislav Ignjatovic |

### Individuelle Auszeichnungen

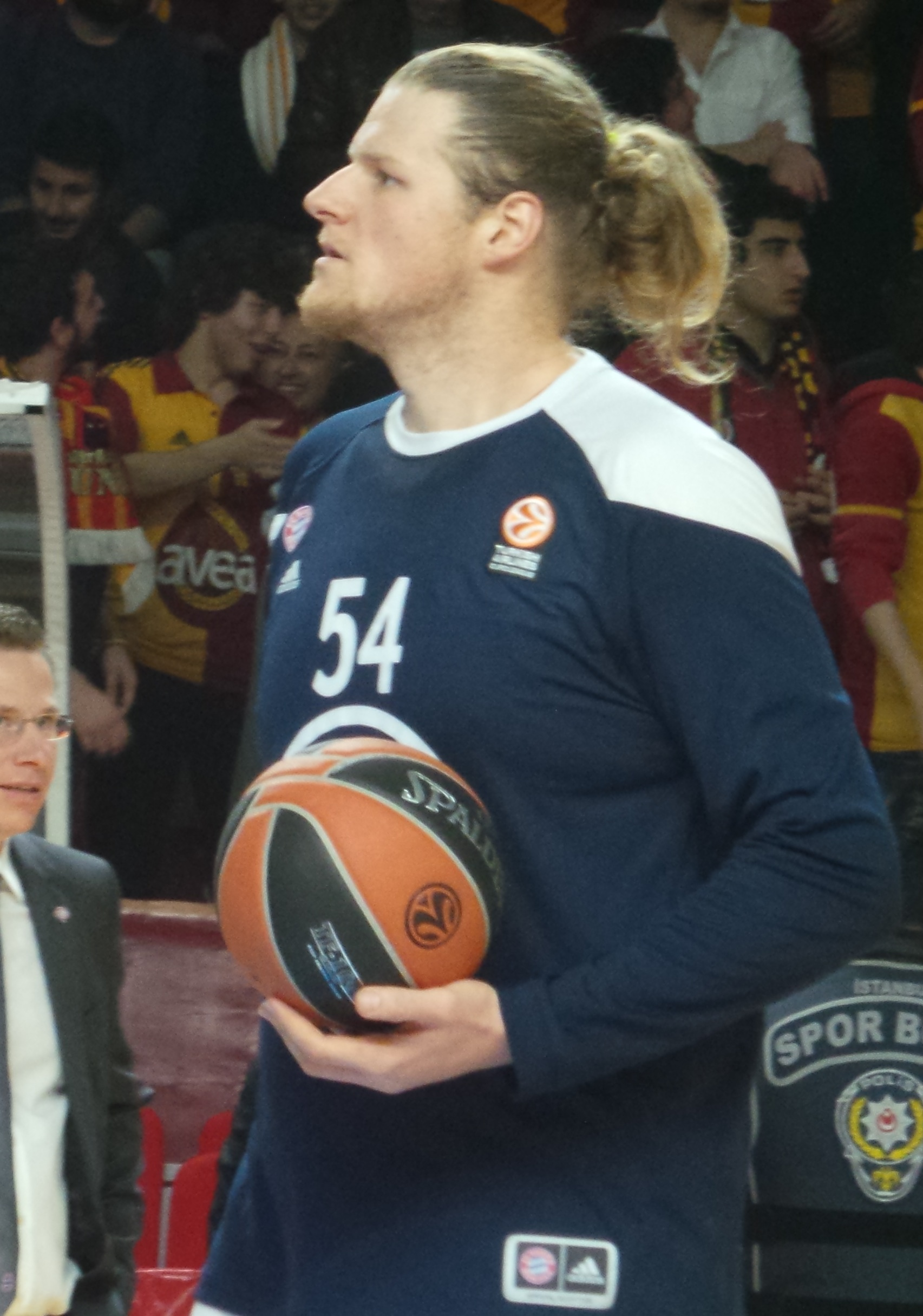
John Bryant (2013) im Trikot des FC Bayern

#### BBL-Auszeichnungen
| Saison  | Spieler      | Auszeichnung                  |
| ------- | ------------ | ----------------------------- |
| 2004/05 | Chuck Eidson | Spieler des Jahres            |
| 2004/05 | Chuck Eidson | Bester Offensivspieler        |
| 2004/05 | Stefan Koch  | Trainer des Jahres            |
| 2004/05 | Anton Gavel  | Most Improved Player          |
| 2005/06 | Anton Gavel  | Bester Nachwuchsspieler       |
| 2018/19 | John Bryant  | Bester Offensivspieler        |
| 2020/21 | John Bryant  | Effektivster Spieler national |

#### ALL-BBL Teams
| Saison  | Spieler      | Position / Team      |
| ------- | ------------ | -------------------- |
| 2004/05 | Chuck Eidson | Forward / First Team |
| 2005/06 | Chuck Eidson | Forward / First Team |
| 2017/18 | John Bryant  | Center / First Team  |
| 2018/19 | John Bryant  | Center / Second Team |

### Bestmarken der letzten Spielzeiten
In Klammern wird der Wert angegeben. Gelb markiert sind Werte, die zugleich Ligabestwert in dieser Spielzeit waren. Blau und fett markiert sind darüber hinaus Ligarekorde. Für ältere Daten nach unten blättern.
| Saison  | Punkte *                     | Rebounds *                     | Assists *                   | Steals *                      | Blocks *                  | Effektivität *                                  |
| ------- | ---------------------------- | ------------------------------ | --------------------------- | ----------------------------- | ------------------------- | ----------------------------------------------- |
| 2024/25 | Kevin McClain 400 (14,3)     | Viktor Kovacevic 206 (6,1)     | Simon Krajcovic 168 (5,1)   | Kevin McClain 49 (1,8)        | Viktor Kovacevic 17 (0,5) | Viktor Kovacevic 468 (13,8)                     |
| 2023/24 | Duane Wilson 678 (17,8)      | Stefan Fundic 273 (8,0)        | Simon Krajcovic 203 (5,3)   | Duane Wilson 56 (1,5)         | Jonathan Maier 14 (0,4)   | Duane Wilson 579 (15,2)                         |
| 2022/23 | Jordan Barnes 697 (17)       | Stefan Fundic 350 (9,5)        | Jordan Barnes 229 (5,6)     | Jordan Barnes 56 (1,4)        | Igor Cvorovic 13 (0,4)    | Jordan Barnes 746 (18,2)                        |
| 2021/22 | Kendale McCullum 452 (15,6)  | Nuni Omot 163 (5,1)            | Kendale McCullum 214 (7,4)  | Kendale McCullum 70 (2,4)     | Phillip Fayne 15 (0,5)    | Kendale McCullum 495 (17,1)                     |
| 2020/21 | Jonathan Stark 386 (11,7)    | Scottie James 195 (5,9)        | Jonathan Stark 137 (4,2)    | Alen Pjanic 31 (0,9)          | John Bryant 31 (1,4)      | Scottie James 481 (14,6) John Bryant 425 (19,3) |
| 2019/20 | Teyvon Myers 286 (14,3)      | John Bryant 132 (6,6)          | Stephen Brown 97 (5,1)      | Teyvon Myers 22 (1,1)         | Luke Petrasek 15 (1,4)    | John Bryant 286 (14,3)                          |
| 2018/19 | John Bryant 584 (19,5)       | John Bryant 305 (10,2)         | Jared Jordan 147 (7,8)      | Larry Gordon 25 (0,7)         | John Bryant 26 (0,9)      | John Bryant 770 25,7                            |
| 2017/18 | John Bryant 620 (18,2)       | John Bryant 362 (10,7)         | Darvin Davis 130 (4,6)      | Jahenns Manigat 22 (1,2)      | John Bryant 49 (1,4)      | John Bryant 820 (24,1)                          |
| 2016/17 | Cameron Wells 463 (14,0)     | Dwayne Evans 213 (7,1)         | Cameron Wells 135 (4,1)     | Thomas Scrubb 33 (1,8)        | Justin Sears 20 (0,7)     | Cameron Wells 135 (14,7)                        |
| 2015/16 | Suleiman Braimoh 399 (12,1)  | Gabriel Olaseni 175 (7,0)      | Braydon Hobbs 166 (4,9)     | Braydon Hobbs 58 (1,7)        | Gabriel Olaseni 23 (0,9)  | Gabriel Olaseni 23 (15,8)                       |
| 2014/15 | Cameron Wells 443 (12,3)     | Yorman Polas Bartolo 209 (5,6) | Anthony DiLeo 147 (3,9)     | Yorman Polas Bartolo 68 (1,8) | Björn Schoo 24 (0,6)      | Cameron Wells 443 (14,5)                        |
| 2013/14 | Myles Hesson 532 (16,1)      | Myles Hesson 224 (6,8)         | Steven Bennett 124 (3,4)    | Joshiko Saibou 59 (1,6)       | Robert Chubb 33 (1,0)     | Myles Hesson 532 (15,6)                         |
| 2012/13 | Ryan Brooks 302 (15,9)       | Elvir Ovčina 210 (7,0)         | Elvir Ovčina 105 (3,5)      | Ryan Brooks 18 (1,0)          | LaQuan Prowell 14 (0,8)   | Elvir Ovčina 105 (13,8)                         |
| 2011/12 | Barry Stewart 453 (13,3)     | Elvir Ovčina 214 (6,5)         | Radenko Pilčević 95 (3,3)   | Wayne Bernard 47 (1,4)        | Robert Oehle 13 (0,4)     | Elvir Ovčina 214 (12,9)                         |
| 2010/11 | Zachery Peacock 465 (13,7)   | Elvir Ovčina 225 (6,6)         | Giorgi Gamqrelidze 92 (3,7) | Zachery Peacock 34 (1,0)      | Elvir Ovčina 19 (0,6)     | Zachery Peacock 34 (14,4)                       |
| 2009/10 | David Teague 368 (20,4)      | Elvir Ovčina 113 (8,1)         | Lorenzo Williams 89 (3,6)   | David Teague 27 (1,5)         | Elvir Ovčina 14 (1,0)     | Elvir Ovčina 14 (17,4)                          |
| 2008/09 | Michael Umeh 455 (13,8)      | Corey Rouse 176 (6,1)          | Heiko Schaffartzik 93 (2,9) | Michael Umeh 32 (1,0)         | Ricky Hickman 6 (0,3)     | Michael Umeh 455 (11,8)                         |
| 2007/08 | Michael Umeh 446 (13,1)      | Corey Rouse 189 (6,1)          | Michael Umeh 68 (2,0)       | Michael Umeh 31 (0,9)         | Corey Rouse 14 (0,5)      | Corey Rouse 14 (11,4)                           |
| 2006/07 | Rouven Roessler 369 (11,2)   | Robert Maras 226 (6,9)         | Obie Trotter 91 (2,8)       | Obie Trotter 64 (2,0)         | Robert Maras 20 (0,6)     | Robert Maras 20 (11,8)                          |
| 2005/06 | Anton Gavel 479 (16,0)       | Gerrit Terdenge 122 (5,1)      | Louis Campbell / 110 (3,7)  | Anton Gavel 54 (1,8)          | Adam Chubb 17 (0,9)       | Anton Gavel 54 (15)                             |
| 2004/05 | Chuck Eidson 758 (19,9)      | Souleymane Wane 341 (9,0)      | Chuck Eidson 127 (3,3)      | Chuck Eidson 99 (2,6)         | Souleymane Wane 44 (1,2)  | Chuck Eidson 127 (19)                           |
| 2003/04 | John Thomas 426 (18,5)       | Wilbur Johnson 170 (6,8)       | John Thomas 88 (3,8)        | Brian Lynch 29 (1,5)          | Wilbur Johnson 19 (0,8)   | John Thomas 88 (15,7)                           |
| 2002/03 | Bjorn Aubre McKie 674 25,0   | Ajmal Basit 289 (10,3)         | Bjorn Aubre McKie 82 (3,2)  | Bjorn Aubre McKie 68 (2,7)    | Ajmal Bassit 44 (1,6)     | Bjorn Aubre McKie 674 (20,5)                    |
| 2001/02 | Gregory Stevenson 493 (15,2) | T. J. Lux 235 (8,1)            | William Donlon 79 (4,0)     | T.J. Lux 20 (0,7)             | Rick Stafford 49 (1,7)    | T.J. Lux 466 (16,1)                             |
| 2000/01 | Adonis Jordan 587 (18,3)     | Reggie Bassette 196 (9,8)      | Adonis Jordan 124 (3,9)     | Reggie Bassette 41 (2,1)      | Reggie Bassette 40 (2,0)  | Reggie Bassette 418 (20,9)                      |

### Spielerrekorde
Hier folgt eine Übersicht über die individuellen Rekorde in verschiedenen Bereichen, welche die Spieler im Trikot der Gießener Mannschaft erzielen konnten.
Stand: 3. Juni 2025; fett markierte Spieler sind aktuell für Gießen aktiv
| Spiele | Punkte | Rebounds * | Assists * |
| --- | --- | --- | --- |
| 1. Hans Georg Heß (299) 2. Jan Villwock (288) 3. Josef Waniek (275) 4. Thomas Andres (259) 5. Ulrich Strack (257) 6. Robert Minor (246) 7. Florian Hartenstein (237) 8. Roland Peters (219) 9. Benjamin Lischka (196) 10. Christoph Seifert (191) | 1. Jan Villwock (4058) 2. Klaus Jungnickel (3296) 3. Thomas Andres (3167) 4. Hans Georg Heß (3070) 5. Josef Waniek (2865) 6. Robert Minor (2472) 7. Karl Ampt (2369) 8. Christoph Seifert (2323) 9. Ted Hundley (1916) 10. Matthias Strauss (1825) | 1. Elvir Ovcina (890) 2. John Bryant (862) 3. Gerrit Terdenge (653) 4. Stefan Fundic (639) 5. Benjamin Lischka (633) 6. Arne Alig (620) 7. Florian Hartenstein (606) 8. Jacek Duda (602) 9. Maurice Jeffers (580) 10. Thomas Andres (575) | 1. Thomas Andres (562) 2. Simon Krajcovic (431) 3. John Bryant (415) 4. Cameron Wells (403) 5. Arne Alig (335) 6. Vladimir Bogojevic (317) 7. Elvir Ovcina (312) 8. Anthony DiLeo (286) 9. Richard Barry (275) 10. Louis Anthony Campbell (224) |

Während die Punkte- und Spieleinsatz-Statistiken seit Beginn der Liga vorliegen, wird über alle anderen Werte erst seit den 1990er-Jahren Buch geführt. So kommt es, dass in den ersten beiden Kategorien weit mehr Akteure aus den ersten Jahrzehnten des Gießener Basketballs zu finden sind. Gleichzeitig blieben damalige Spieler dem Club oft über viele Jahre treu. Ausnahme von der Regel sind Florian Hartenstein und Benjamin Lischka, die in der Spieleinsatz-Kategorie in die Top 10 einzogen. Hartenstein spielte zwischen 2001 und 2009 durchgängig für die Gießener, Lischka zwischen 2013 und 2019. Lange auf Kurs es als erster Spieler der Gegenwart unter die besten 10 Korbjäger zu schaffen war John Bryant, der mit Unterbrechungen zwischen 2017 und 2022 für Gießen unter Vertrag stand. Er brachte es am Ende auf 1.758 Punkte.

### Trainerrekorde
Stand: Saisonende 2024/2025 (fett markiert: aktueller Trainer)
| Meiste Spiele | Meiste Siege (Siegquote) |
| --- | --- |
| - Hannes Neumann – 148 - Denis Wucherer – 144 - Stefan Koch – 136 - Hans Brauer – 131 - Joseph Whelton – 130 - Branislav Ignjatovic – 124 - Ingo Freyer – 106 - Günther Lindenstruth – 96 - Armin Andres – 91 - Laszlo Lakfalvi – 88 - Klaus Jungnickel – 75 - Dietfried Kienast – 73 | - Hannes Neumann – 85 (0,57) - Denis Wucherer – 82 (0,57) - Branislav Ignjatovic – 79 (0,64) - Laszlo Lakfalvi – 75 (0,85) - Joseph Whelton – 68 (0,52) - Hans Brauer – 64 (0,49) - Dietfried Kienast – 61 (0,84) - Stefan Koch – 61 (0,45) - Günther Lindenstruth – 47 (0,49) - Klaus Jungnickel – 46 (0,61) - Armin Andres – 39 (0,43) - Bernd Röder – 37 (0,48) |

## Hall of Fame
Die Spieler der Gießener Hall of Fame haben meist viele Jahre für den Verein gespielt und das Spiel der Mannschaft geprägt. Viele stammen aus den Meistermannschaften in den 1960er und 70er Jahren und gehörten damals meist zu den besten Spielern im deutschen Basketball. Dennoch wurden auch viele andere Spieler aus späteren Perioden, welche sich um den Verein verdient gemacht haben, aufgenommen. Auch langjährige Trainer und der ehemalige Manager Heinz-Ewald Hirsch, welcher den Verein viele Jahre prägte, sind Mitglieder. Sie werden auf der Vereinsseite in einer eigenen Rubrik geehrt.
| Name                   | Im Verein                     | Anmerkungen |
| ---------------------- | ----------------------------- | --- |
| Karl Ampt              | 1967–1978                     | Ampt gehörte zur Meistermannschaft 1967/68. Der filigrane Flügelspieler nahm an den Olympischen Sommerspielen 1972 in München teil. Mit Ausnahme eines zweijährigen Intermezzos beim 1. FC Bamberg beendete der spätere Zahnarzt seine Karriere in Gießen. |
| Thomas Andres          | 1990–1998                     | Teils an der Seite seines Bruders Armin spielend, prägte Thomas Andres das Gesicht des Gießener Teams in den 1990er Jahren. Mit 259 Einsätzen und 3167 Punkten zählt der Aufbauspieler zu den fleißigsten Gießener Spielern aller Zeiten. Die Kategorie Assists (siehe Spielerrekorde) führt Andres mit 562 gespielten Vorlagen sogar an. |
| Eberhard Bauernfeind † | 1971–1979                     | Bauernfeind feierte mit dem MTV zwei deutsche Meisterschaften (1975, 1978). |
| Jörg Bernath           | 1967–1976                     | Das Gießener Eigengewächs wechselte nach zwei A-Jugend-Meisterschaften im Trikot des MTV zum FC Bayern München. Mitte der 70er Jahre kehrte Bernath zurück ins Mittelhessische und gehörte zum Kader des Meisterteams von 1975. |
| Hans Brauer            | 1990–1993 1994 1996–1997      | Der Journalist Wolfgang Lehmann bezeichnete Brauer als letzten „Teilzeit-Trainer“ des Vereins, der in einer Übergangsphase hin zu professionelleren Strukturen in den 90ern gleich mehrmals die Geschicke an der Seitenauslinie übernahm. |
| Michael Breitbach      | 1971–1976                     | In der Saison 1974/75 suchte der MTV lange einen Nachfolger für Coach Dietfried Kienast. Kapitän Michael Breitbach war maßgeblich daran beteiligt, Ex-Teamkollege Klaus „Dschang“ Jungnickel von einem Engagement zu überzeugen. Mit Erfolg: Am Ende feierten die Hessen ihre vierte Meisterschaft. |
| Ernest Butler          | 1962–1965                     | »…und da hat Butler getroffen! Der MTV Gießen führt, das Spiel ist zu Ende! Dramatischer konnte es nicht mehr zugehen, der MTV Gießen ist durch diesen Korbwurf von Butler deutscher Basketballmeister 1965 geworden«, kommentierte Hajo Rauschenbach fürs Radio die Schlusssekunden des Finalspiels zwischen Gießen und Osnabrück. Der US-Amerikaner bescherte den Hessen durch seinen Korb die erste Meisterschaft. Trainingseinheiten von Dirk-Nowitzki-Mentor Holger Geschwindner begleitete der Jazzspieler mit seinem Saxophon, wie etwa im Dokumentarfilm Nowitzki. Der perfekte Wurf zu sehen ist. |
| Karl Clausen †         | bis 1966                      | Clausen gewann mit den Männerturnen 1965 die deutsche Meisterschaft. Wie sein Vater Theo, der als deutscher Basketball-Pionier gilt, unterrichtete er später am Laubacher Alumnat. |
| Dennis Curran          | 1974–1976                     | Angekündigt als Center-Spieler, der über zwei Meter misst, entpuppte sich Curran angekommen am Frankfurter Flughafen kaum größer als 190 cm. Doch auch ohne Gardemaße hinterließ der US-Amerikaner in der Saison 1974/75 bleibenden Eindruck. Er wurde nicht nur Topscorer der Liga, sondern verwandelte auch den entscheidenden Korb im Endspiel gegen Heidelberg. |
| Burkhard Ehrlich       | 1964–1967                     | Ehrlich gehörte zum Kader, der die erste deutsche Meisterschaft an die Lahn holte. |
| Wolfgang Fengler       | 1979–1981                     | Der ehemalige Basketballnationalspieler kam 1979 nach Gießen und spielte zwei Jahre für den MTV. In Erinnerung bleibt laut Wolfgang Lehmann die ästhetische Spielanlage des Deutsch-Amerikaners, der in seiner BBL-Karriere 2015 Punkte erzielte. |
| Jürgen Gelling         | bis 1966                      | Gelling gehörte zur Meistermannschaft von 1965. |
| Holger Geschwindner    | 1964–1970                     | Auch der Mentor von Dirk Nowitzki spielte zu seiner aktiven Zeit beim MTV und gewann drei deutsche Meisterschaften. Seine Spielanlage wird als ähnlich unkonventionell beschrieben, wie die seines Schützlings und NBA-Champions. |
| Henning Harnisch       | 1985–1988                     | Der spätere 169fache Basketballnationalspieler wechselte nach seiner Zeit in Gießen zu Leverkusen und später Berlin, wo er neun Meistertitel und fünf Pokalerfolge holte. Profitierte er so beim MTV selbst von der Talentförderung seiner ersten Profistation, wurde ihm für seinen Einsatz im Bereich der Nachwuchsförderung 2016 das Goldene Band der Sportjournalisten Berlin-Brandenburgs überreicht. |
| Hans Georg Heß         | 1968–1982                     | „Hansi“ Heß gehörte zunächst zu den Meisterschaftskadern der Spielzeiten 1975 und 1978. In den 1980er Jahren blieb er dem Verein durch seine Tätigkeit als Co-Trainer verbunden. |
| Heinz-Ewald Hirsch †   | 1966–1984                     | Der langjährige Manager des Bundesligisten wirkte ab 1966 bis in die 1980er Jahre. Als Mannschaftsbetreuer blieb er bis zum Jahr seines Ablebens 2005 dem MTV erhalten. |
| Ted Hundley            | 1977–1980                     | Hundley kam 1977 zum MTV Gießen und gewann dort die Meisterschaft. Dabei steuerte der aus NCAA gewechselte US-Amerikaner im Schnitt über 25 Punkte zum Gelingen seiner Mannschaft bei. Der „Mann ohne Muskeln“ – so sein Spitzname – blieb den Hessen bis 1980 erhalten und gewann so auch den DBB-Pokal 1979. Nicht weniger als 2413 Punkte erzielte er – danach noch ein Jahr für Heidelberg in der Bundesliga spielend – binnen vierer Spielzeiten in der Basketball-Bundesliga. |
| Klaus Jungnickel †     | 1966–1974                     | „Die goldene Hand“ und „Dschang“ gerufen, wurde er mit dem MTV in den 1960er Jahren dreimal deutscher Meister – und wurde als erster in die Gießener Hall of Fame berufen. 1975 wechselte er auf die Trainerbank und führte sein Team auch in dieser Spielzeit zum Meistertitel. |
| Dietfried Kienast      | 1966–1971                     | Auch Kienast besuchte in seiner Jugend jenes Laubacher Internat, an dem Basketballpionier Theo Clausen nach dem Zweiten Weltkrieg praktizierte. Mit den Mittelhessen wurde er als Spieler zweimal Deutscher Meister. Von 1971 bis 1974 coachte er die Gießener, ab 1972 parallel zu seiner Tätigkeit als Basketballbundestrainer. |
| Michael Koch           | 1983–1987                     | Koch begann seine Karriere, in deren Verlauf er zehn nationale Meistertitel und die Europameisterschaft 1993 gewinnen sollte, 1983 beim MTV. Geboren im nahegelegenen Lich ließ der spätere Bundesligatrainer bereits früh sein Talent aufblitzen – womöglich das größte in der Vereinshistorie. Seit März 2020 ist er Geschäftsführer des Vereins. |
| Laszlo Lakfalvi †      | 1966–1970                     | Der gebürtige Ungar führte die Gießener als Trainer innerhalb von vier Jahren zu zwei Meistertiteln und dem Pokalsieg 1969. |
| Robert Minor           | 1972–1982                     | Der Center gewann zwei Meisterschaften mit den Gießenern und prägte das Gesicht der Lahnstädter in den 70er Jahren. |
| Mike Mitchell          | 2000–2004                     | Der US-amerikanische Power Forward mit irischem Pass wurde vom ehemaligen Avitos-Gießen-Coach Joe Whelton an die Lahn geholt und trug dazu bei, dass 2001 erstmals seit 1987 wieder das Meisterschaftshalbfinale erreicht wurde. Mitchell blieb den Gießenern auch in den Folgejahren treu, musste verletzungsbedingt jedoch in seiner letzten Saison 2004/05 aussetzen, woraufhin er seine Karriere beendete. |
| Peter Nennstiel †      | 1962–1966                     | Nennstiel war Trainer der ersten Meistermannschaft von 1965. Bereits in den 1950er Jahren prägte er als Spieler das Gesicht des MTV entscheidend mit. |
| Hannes Neumann †       | 1977–1980 1982–1983 1993–1994 | Neumann war in den 70er, 80er und 90er Jahren und insgesamt sechs Jahre Trainer des Gießener Bundesligisten. Mit 148 hält er den Trainerrekord für die meisten trainierten Spiele aller MTV-Übungsleiter. Da er von diesen 85 gewann, führt er auch in dieser Kategorie (siehe Trainerrekorde). 1978 führte der Sportwissenschaftler die Mittelhessen zur deutschen Meisterschaft. |
| Roland Peters          | 1969–1980                     | Elf Jahre spielte Peters für die Gießener und gewann in dieser Zeit zwei Meisterschaften und zwei Pokalsiege. Mit 219 Einsätzen rangiert er in der teaminternen Rangfolge auf dem siebten Platz (siehe Spielerrekorde). Laut Wolfgang Lehmann blieb der 21-malige A-Nationalspieler den Fans auch aus einem anderen Grund in Erinnerung. Trotz einer Größe von nur 190 cm war Peters in der Lage zu dunken. |
| Bernd Röder            | 1966–1973                     | Der spätere Trainer der deutschen Basketballnationalmannschaft stieg mit dem MTV 1846 erst auf, gewann 1965 dann die erste Meisterschaft des Vereins und arbeitete dort zusätzlich bereits in der Jugendabteilung als Trainer. In dieser Funktion gewann er vier deutsche Meisterschaften. |
| Heinz Ross             | 1966–1968                     | Ross gewann mit den Gießenern zwei Meisterschaften, unter anderem 1965 nach einem engen Finalspiel gegen Osnabrück. Nachdem Klaus Jungnickel mit fünf Fouls in der Schlussphase auf der Bank platznehmen musste, kam Ross ins Spiel und bestellte per Freiwurf die Führung (67:66). Im entscheidenden Angriff bei noch zwanzig zu spielenden Sekunden spielte Ross den Einwurf auf Holger Geschwindner, der den Ball kurz vor Schluss zu Ernest Buttler passte, welcher seinerseits den Treffer vom Sieg versenkte 69:68.                                                                                  |
| Hans-Georg Rupp        | 1964–1966                     | Rupp gehörte ebenfalls zum Meisterteam 1965 und fungierte dabei als Rotationsspieler auf der Aufbauposition unter anderem hinter Holger Geschwindner. |
| Ulrich Strack          | 1972–1990                     | Strack gehörte zu den talentiertesten Eigengewächsen, die der MTV in seiner Geschichte hervorbrachte. Gelobt wurde seine Spielübersicht und Kreativität auf dem Parkett. Strack wechselte im Laufe seiner Karriere zweimal den Verein, kehrte aber stets zu den Hessen zurück. Somit prägte er das Gesicht der Mannschaft in den 70er und 80er Jahren. |
| Matthias Strauß        | 1975–1981                     | Strauß spielte sechs Jahre für den MTV und gewann in dieser Phase einmal die Meisterschaft und einmal den Pokal. Seine Geschwindigkeit im Umschaltspiel war prägend für die Spielanlage der Mannschaft und sorgte dafür, dass der heutige Zahnarzt in die Nationalmannschaft berufen wurde. |
| Klaus Urmitzer †       | 1964/65, 1969–1973            | Urmitzer zählte zu den Leistungsträgern des Meisterkaders von 1965. Danach spielte er in Heidelberg, wechselte zum Ende des Jahrzehnts zurück nach Gießen. In Folge eines Autounfalls auf der Rückfahrt von einem Auswärtsspiel in Heidelberg lag der schwerverletzte Urmitzer einen Monat im Krankenhaus und musste infolgedessen seine Profikarriere beenden. |
| Jan Villwock           | 1985–1995                     | Villwock absolvierte in seinen zehn Jahren bei den Gießenern 288 Bundesliga-Spiele und rangiert damit in der teaminternen Bestenliste auf Platz zwei hinter Hans Heß. In diesen erzielte er über 4000 Punkte und führt die Liste in dieser Kategorie mit großem Vorsprung an. |
| Josef Waniek           | 1979–1990                     | Statistisch auf den Fersen Villwocks war Josef Waniek, der in elf Jahren 275 Spiele bestritt (Rang drei) und 2865 Punkte erzielte (Rang fünf). |
| Henner Weigand         | 1969–1976                     | Weigand (Jahrgang 1951) erlebt in seiner Jugend das Meisterschaftsfinale 1965 von der Tribüne aus mit; vier Jahre später schaffte das Eigengewächs den Sprung in den Bundesligakader. So war er Teil der Meistermannschaft von 1975, musste in Folge einer Verletzung ein Jahr später jedoch mit dem Profisport aufhören. |
| Jochen Wucherer        | 1965–1967                     | Der Vater des späteren 46ers-Trainers Denis Wucherer gewann 1967 mit Gießen die deutsche Meisterschaft. Auch sein zweiter Sohn Nicolas Wucherer war Anfang der 90er Jahre für den MTV aktiv. |
| Chuck Eidson           | 2004–2006                     | Eidson war Anführer des legendären Teams, das 2005 völlig überraschend ins Playoff-Halbfinale gegen Bamberg einzog und zuvor Köln mit 3:2 ausschaltete. Zu Beginn seines zweiten Jahres bei den Hessen verletzte sich der Small Forward schwer. Nach erfolgreicher Genesung legte er aber eine überaus erfolgreiche Karriere bei europäischen Topclubs hin. |
| Florian Hartenstein    | 2001–2009                     | Centerspieler Florian Hartenstein war über viele Jahre Kapitän des Teams. Offensiv limitiert – seine Freiwurfschwäche war weit über Gießen hinaus bekannt – erarbeitete er sich über seine defensiven Fähigkeiten Respekt in der ganzen Liga. |
| Elvir Ovčina           | 2010–2013                     | Elvir Ovčina wechselte in der Saison 2009/2010 überraschend zu den 46ers. Der Bosnier und Ex-Nationalspieler galt damals als einer der versiertesten Center der Bundesliga. Im Sommer 2010 wurde sein Vertrag nicht minder überraschend um gleich drei Jahre verlängert. Er erfüllte seinen Kontrakt, beendete in Gießen seine Karriere und gehörte zu den technisch besten Innenspielern, die der Club jemals hatte. |
| Louis Campbell         | 2004–2006                     | Louis Campbell wechselte 2004 zu den 46ers und kam damals aus der zweiten Liga von Paderborn. Er gehörte zum Team, das es 2005 überraschend in die Playoffs und ins Halbfinale gegen Köln schaffte. Campbell blieb zwei Jahre bei den Mittelhessen und nutzte sein Engagement für eine erfolgreiche Karriere in Deutschland und im Ausland. |
| Ken Scalabroni         | 2006/2007                     | Scalabroni übernahm 2006 für Stefan Koch, der zuvor zwei sehr erfolgreiche Jahre bei den 46ers Trainer war. Nach Niederlagenserie im Herbst impfte die Trainerlegende dem Team einen harten Defensivkurs ein. Am Ende hielten die Gießener sogar souverän die Klasse. Daran hatte wenige Monate vorher niemand mehr geglaubt. |

## Soziales Engagement
Seit 2009 besteht eine Partnerschaft zum Verein Kinderherzen heilen, der sich um die Belange von Familien mit herzkranken Kindern kümmert.